# Schwarzenberg/Erzgeb.
Schwarzenberg/Erzgeb. (amtlich für Schwarzenberg/Erzgebirge) ist eine Große Kreisstadt im sächsischen Erzgebirgskreis. Im 12. Jahrhundert als Befestigungsanlage zum Schutz eines Handelsweges angelegt, entwickelte sich die kleine Bergstadt zum Zentrum der gleichnamigen Herrschaft und des späteren Amtes Schwarzenberg. Bis zum Ende der DDR entwickelte sich die Stadt zu einem international bedeutenden Waschmaschinenproduktionsstandort. Schwarzenberg wurde 1984 durch Stefan Heyms gleichnamigen Roman überregional bekannt, der in der Nachkriegszeit in der mehrere Wochen unbesetzten Stadt spielt. Mit etwa 16.000 Einwohnern ist Schwarzenberg heute Standort mittelständischer Unternehmen und entwickelt als Perle des Erzgebirges und Mitglied des Städtebundes Silberberg den Tourismus.

## Geographie

### Geographische Lage

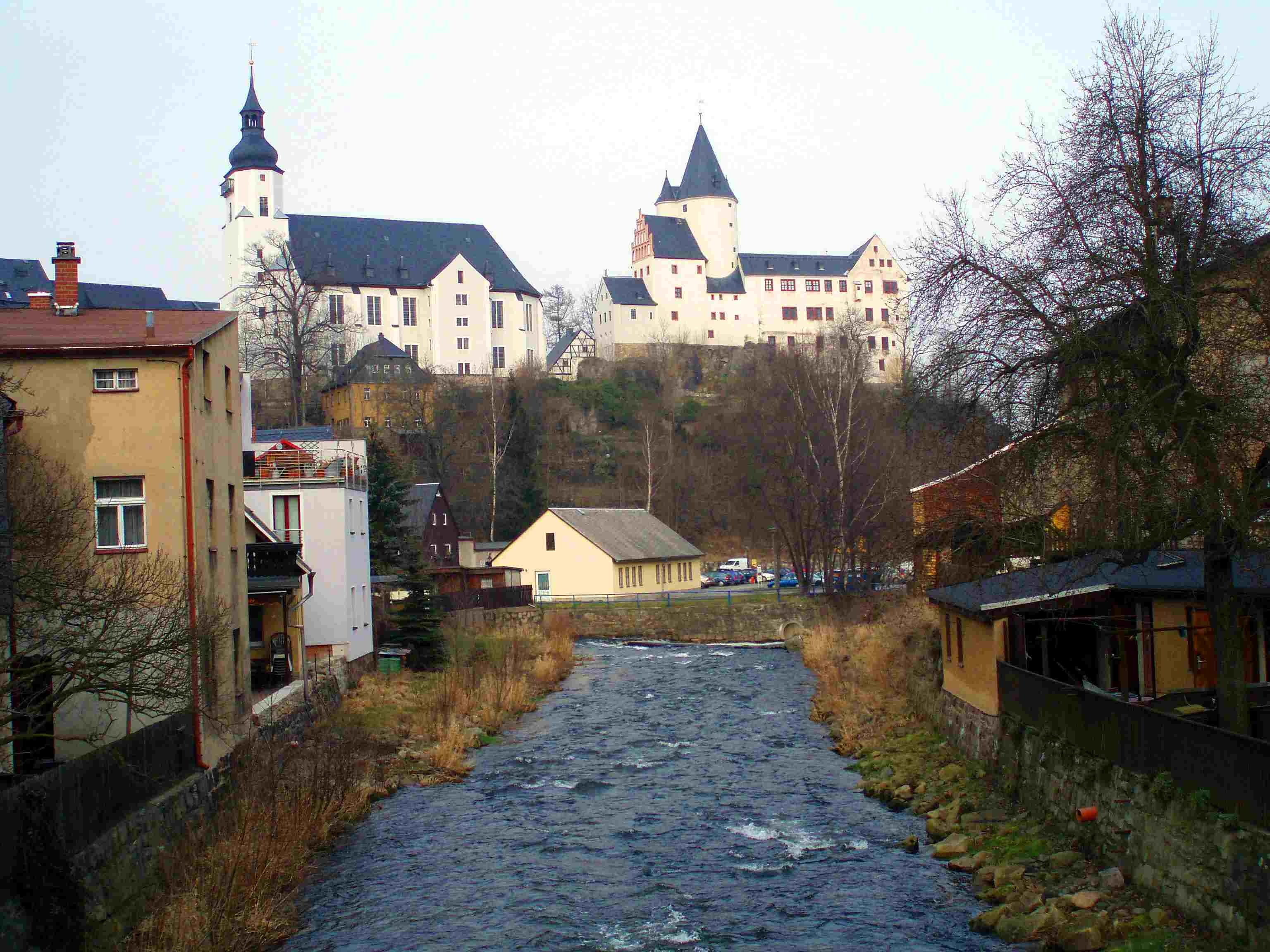
Schloss und Kirche auf Felsriegel über dem Schwarzwasser

Schwarzenberg liegt im südwestlichen Erzgebirge auf einer durchschnittlichen Höhe von 468 m ü NN. Die Altstadt mit Kirche und Schloss befindet sich auf einem Felsriegel, der von einer großen Schleife des Schwarzwassers umzogen wird, in das im Stadtgebiet die Große Mittweida mündet.
Die Stadt befindet sich trotz der Lage der Altstadt insgesamt in einem großen Kessel, der von teils steilhängigen Felsen umrahmt wird. Zu den markantesten Erhebungen zählen der Hirschstein (641 m), der Hohe Hahn (674 m), die Hohe Henne (728 m), der Rockelmann (580 m), der Galgenberg (557 m), der Raschauer Knochen (551 m) und der Schlossberg (593 m). In Richtung Erla erstreckt sich das Rosenthal.

### Geologie
Das Stadtbild wird von den einander gegenüberliegenden Felsen Ottenstein und Totenstein umrahmt, die wie der Felssporn mit der Altstadt aus grobflaserigem und mittelkörnigem Augengneis bestehen. Zudem finden sich Quarz, Biotit, Muskovit, augenförmig hervortretender Feldspat und vereinzelt Bergkristall. Das Schwarzenberger Bergbaurevier ist von Erzadern mit einer komplexen Entstehungsgeschichte durchzogen. Die heutigen Skarnlagerstätten weisen Magnetit, Schwefelkies (Pyrit und Markasit), Arsenopyrit, Chalkopyrit, Sphalerit und Galenit auf. Die bis zu 6 Meter mächtigen Erzlagerstätten sind lokal mit Silber- und Cobalt-Mineralien und Kassiterit durchsetzt.

### Stadtgliederung und Nachbargemeinden

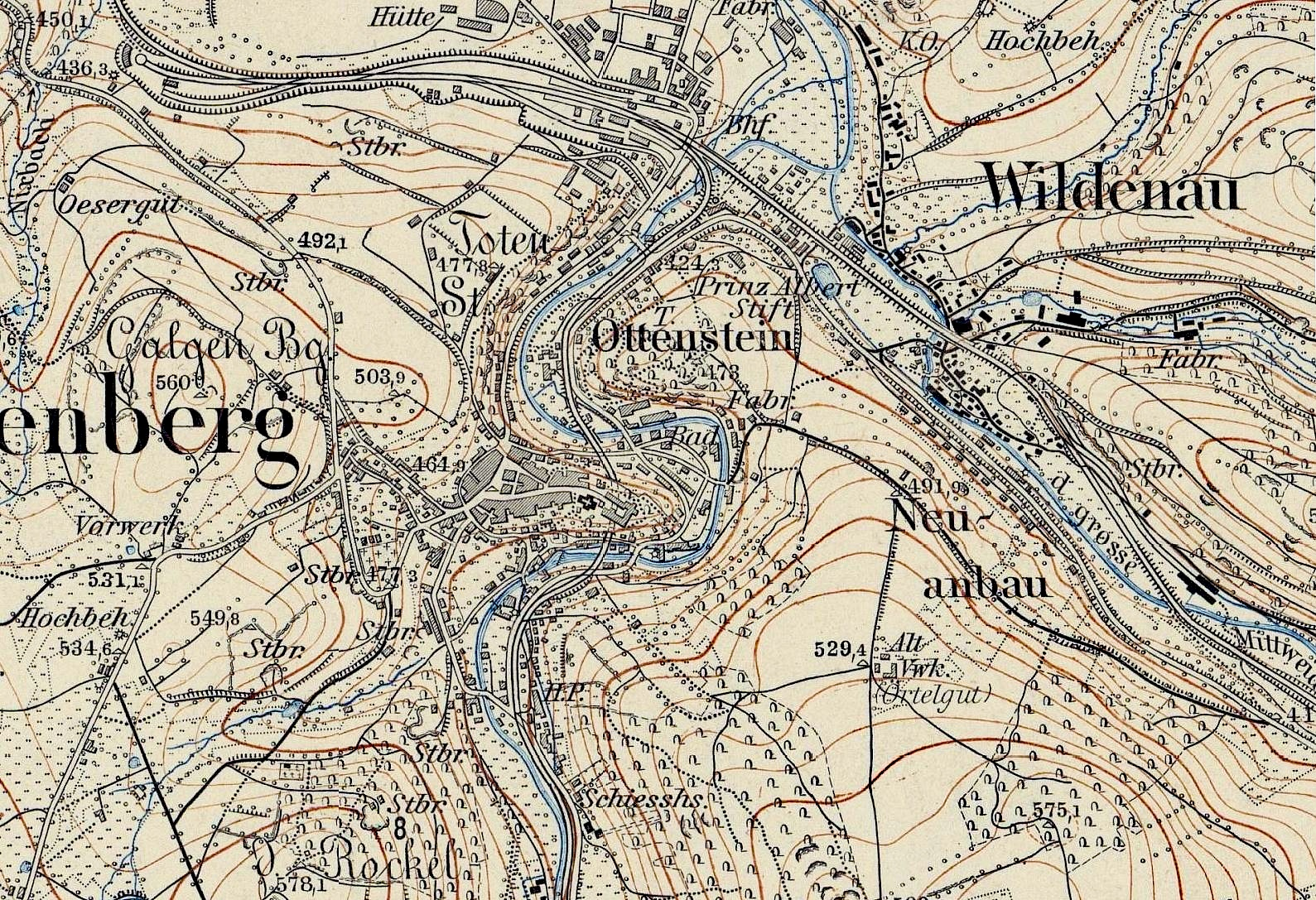
Schwarzenberg 1908: Stadtkern umgeben von Toten- und Ottenstein, Wildenau und Neuanbau auf dem Brückenberg, Rockelmann und Galgenberg

Den historischen Kern von Schwarzenberg bildet die Altstadt mit Markt, Schloss und St.-Georgen-Kirche innerhalb der heute nicht mehr vorhandenen Stadtmauern. Im Süden fügt sich die Vorstadt an, die um die erste Mühle der Stadt, die Herrenmühle, entstanden ist. Die Ende des 19. Jahrhunderts um den Bahnhof im Norden der Altstadt errichteten Fabrik- und Arbeiterwohngebäude bilden den Stadtteil Neustadt, der heute als Standort von Rathaus und Arbeitsamt Verwaltungszentrum der Stadt ist. In den 1960er Jahren entstand nordwestlich der Altstadt das Wohngebiet Hofgarten in Großblockbauweise. In den 1970er Jahren errichtete man im Westen des Rockelmanns ein weiteres Großblock-Wohngebiet, den heutigen Stadtteil Heide. Von 1981 bis 1991 entstand die Plattenbau-Siedlung Sonnenleithe am Nordrand der Stadt.
Im Verlauf des 20. Jahrhunderts vergrößerte sich das Stadtgebiet durch Eingemeindungen kontinuierlich. Am 1. Februar 1913 ging Obersachsenfeld im Norden der Stadt an Schwarzenberg, am 1. September 1919 folgt der angrenzende Ort Neuwelt mit Ortsteil Untersachsenfeld (1857 nach Neuwelt eingemeindet) und am 1. Januar 1920 Wildenau am östlichen Stadtrand mit einer Siedlung auf dem Brückenberg. Am 1. Oktober 1995 wurde Grünstädtel (etwa 2,5 Kilometer östlich des Stadtkerns) eingemeindet. Am 1. Januar 1999 folgten Bermsgrün mit Jägerhaus und Erla mit Crandorf im Süden der Stadt. Das am 1. Januar 2008 eingemeindete Pöhla befindet sich südlich von Grünstädtel.
| Stadt Lauter-Bernsbach |                                             | Stadt Grünhain-Beierfeld     |
| Gemeinde Bockau        | Kompassrose, die auf Nachbargemeinden zeigt | Gemeinde Raschau-Markersbach |
| Stadt Eibenstock       | Gemeinde Breitenbrunn                       |                              |

| Ortsteil            | Bevölkerung (9. Mai 2011) |
| ------------------- | ------------------------- |
| Schwarzenberg Stadt | 13.409                    |
| Grünstädtel         | 745                       |
| Bermsgrün           | 1.359                     |
| Jägerhaus           | 38                        |
| Erla                | 579                       |
| Crandorf            | 808                       |
| Pöhla               | 1.171                     |

### Flora
Schwarzenberg befindet sich inmitten bewaldeter Anhöhen im Naturpark Erzgebirge/Vogtland. Die flache Kuppe des Galgenberges ist vornehmlich mit Fichtenwald bedeckt. Die Terrassen an den Waldrändern sind mit einem dichten Gebüsch aus Bergahorn, Espe, Eberesche, Hasel und Vogelkirsche bewachsen. Auf dem Ottenstein befinden sich vereinzelt Rotbuchen und Weymouthkiefern. Die bekannteste Pflanze der Stadt ist das Schwarzenberger Edelweiß, eine spanische Wucherblume, die Mitte des 19. Jahrhunderts mit der Rinde der Korkeiche in die Stadt gelangte.

## Geschichte

### Gründung

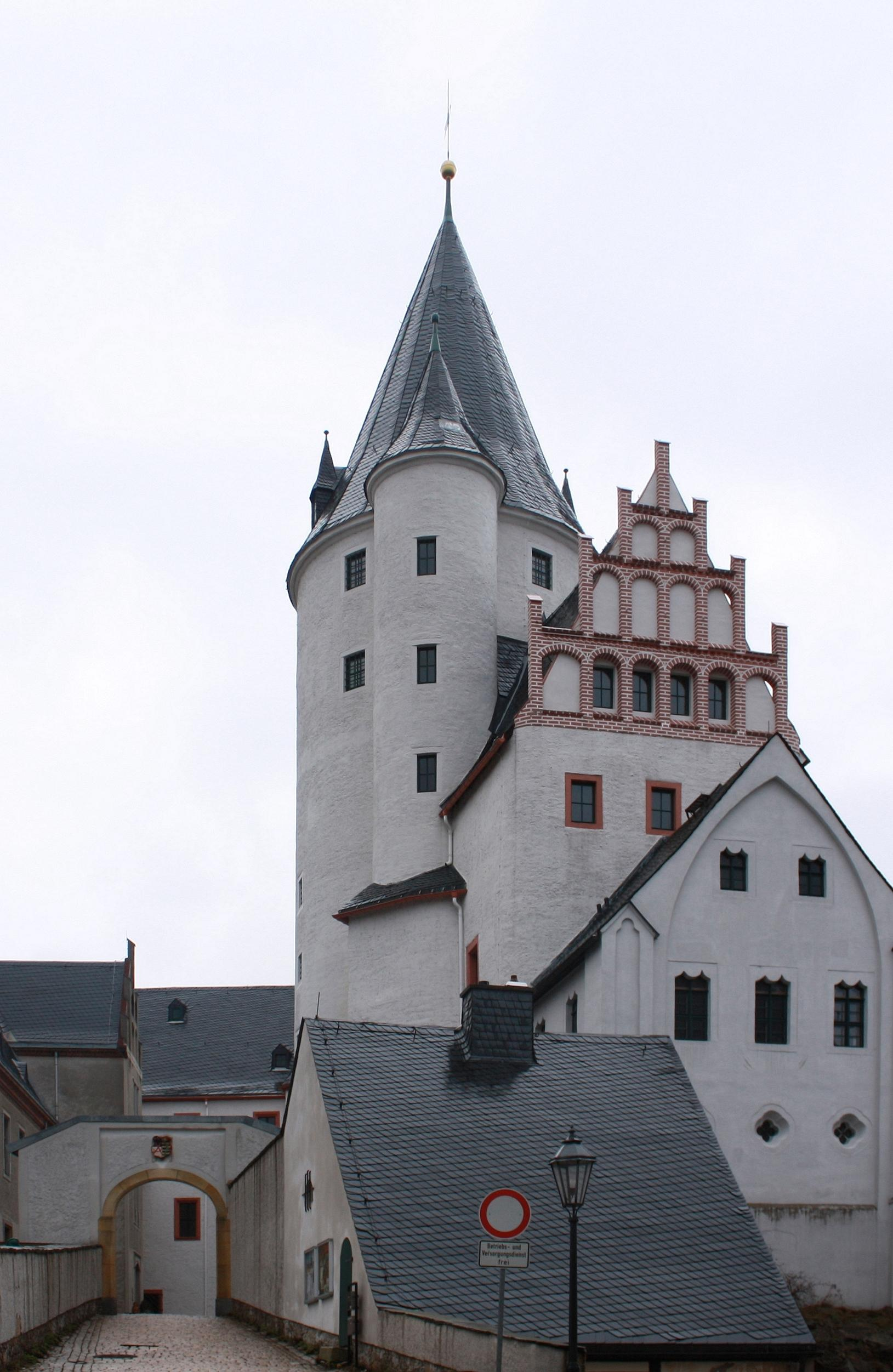
Bergfried: ältester Teil des Schlosses

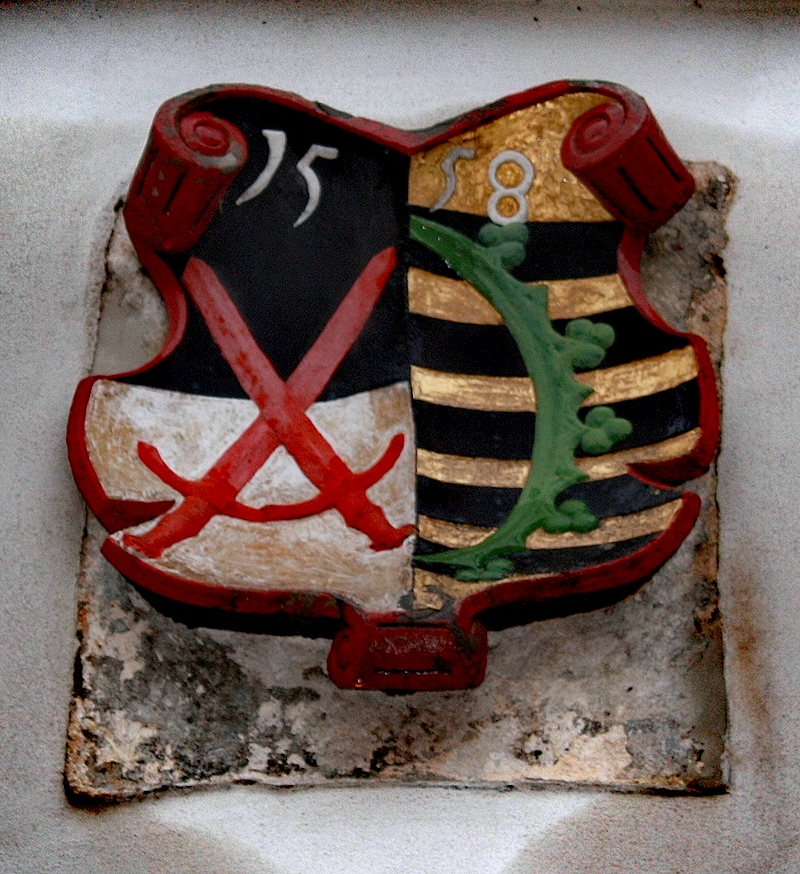
Kurfürstliches Wappen mit Jahreszahl 1558 auf dem Eingangstor des Schlosses

Schwarzenberg wurde erstmals 1282 als civitas Swartzenberg urkundlich erwähnt. Bei Grabungen des Landesmuseums für Vorgeschichte Dresden wurden 1977 Keramikscherben gefunden, die man zeitlich um das Jahr 1200 einordnet. Man geht daher davon aus, dass bereits deutlich früher eine Siedlung auf dem benannten Gebiet bestanden hat. Als etwaiges Gründungsjahr Schwarzenbergs und Ausgangspunkt für die 850-Jahr-Feier der Stadt 2000 wurde das Jahr 1150 festgelegt.
Die Stadt entstand aus einer Befestigungsanlage, die vermutlich durch Herzog Heinrich II. von Österreich, den ersten urkundlich nachgewiesenen Besitzer der späteren Herrschaft Schwarzenberg, zum Schutz eines wichtigen Handelsweges zwischen dem Pleißenland und Böhmen in dem sonst unbesiedelten Gebiet angelegt wurde.
Einer Sage nach soll einer der ottonischen Kaiser, dem man auch die Gründung der Stadt selbst zu verdanken habe, die Stadt so genannt haben, wie der Berg, auf dem sie gebaut ist, sich ihm zeigte. Auch seriöse Quellen gehen davon aus, dass die Stadt ihren Namen dem äußeren Erscheinungsbild seiner Umgebung verdankt, der dichten, dunklen Bewaldung, die sich von Weitem wie ein schwarzer Berg erhob.

### Schwarzenberg bis 1533
1170 soll Schwarzenberg in den Besitz Kaiser Barbarossas übergegangen sein, der es seinem Sohn Kaiser Heinrich VI. vererbte. Danach wechselten die Besitzer mehrfach, 1334 ist die Familie Lobdeburg als meißnische Lehnsträger von Stadt und Herrschaft Schwarzenberg nachgewiesen, 1425 gelangten diese in den Besitz der Tettauer, von denen 1533 der sächsische Kurfürst Johann Friedrich der Großmütige die Herrschaft für 126.000 Gulden erwarb.
Die Anlage der Schwarzenberger Burg bildete die Grundlage für die Entstehung der umliegenden Dörfer und späteren Stadtteile für die Versorgung der Burgherren. Die Siedlung am Brückenberg entstand um ein altes Vorwerk, das vermutlich im Zuge der Erstbesiedlung entstanden war. Die damaligen Grünhainer Klosterdörfer Sachsenfeld und Wildenau werden in der ersten Hälfte des 13. Jahrhunderts erwähnt, in Erla ist 1380 der Betrieb eines Hammerwerkes bezeugt, die Dörfer Crandorf und Bermsgrün entstanden wenig später.
Um 1500 lebten in Schwarzenberg 48 Bürger mit ihren Familien. Die Stadt war Sitz eines Bergmeisters, der im Auftrag der Herren von Tettau die Bergbautätigkeit in der Herrschaft leitete. Eine Zwangsmühle in der Vorstadt verarbeitete die Getreide der Einwohner Schwarzenbergs und der umliegenden Dörfer. Im Zuge der Reformation wurde die Stadt evangelisch.

### Kurfürstlicher Amtssitz
1535 zerstörte ein Stadtbrand das Rathaus am Markt und die Schule in der Badergasse. Die alte Kirche und der Kugelhammer in der Vorstadt wurden wenig später erstmals erwähnt. 1536 gestattete Kurfürst Johann Friedrich von Sachsen die Durchführung eines freien Jahrmarktes in der Stadt, der 1597 durch einen zweiten Jahrmarkt ergänzt wurde. Die Märkte wurden jeweils am ersten Sonntag nach Dionysius und am fünften Sonntag nach Ostern drei Tage hintereinander abgehalten.
Um 1550 lebten 73 Hausbesitzer mit ihren Familien innerhalb der Stadtmauern, in der Vorstadt befanden sich 36 Häuser. Kurfürst August ließ 1555 bis 1558 die Burg zu einem kurfürstlichen Jagdschloss umbauen und erwarb im Jahr darauf das Dorf Sachsenfeld.
Im Verlauf des 16. Jahrhunderts entwickelte sich Schwarzenberg zu einem Verwaltungszentrum. Die Stadt war Sitz des gleichnamigen kurfürstlichen Amtes und Mittelpunkt eines umfangreichen Eisen- und Zinnbergbaureviers mit eigenem Bergamt. 1579 wird erstmals eine Schwarzenberger Knappschaft erwähnt. An die Bergbautradition der Stadt wird mit einer jährlichen Bergparade erinnert.
1574 fanden in der Stadt zu Weihnachten, Ostern, Pfingsten und Michaelis jeweils dreitägige Jahrmärkte statt.

### Stadtbild um 1627

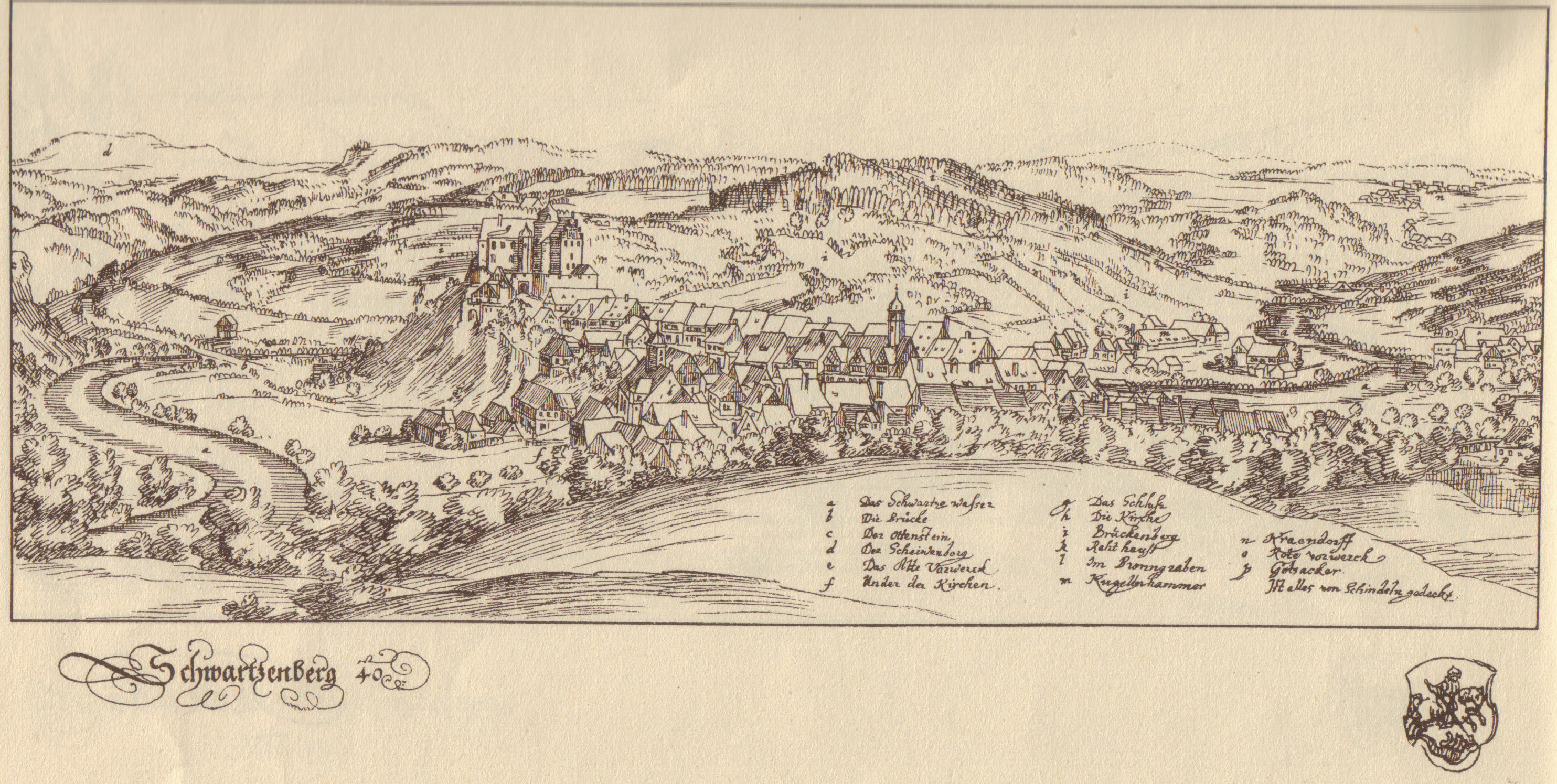
Stadtansicht um 1627

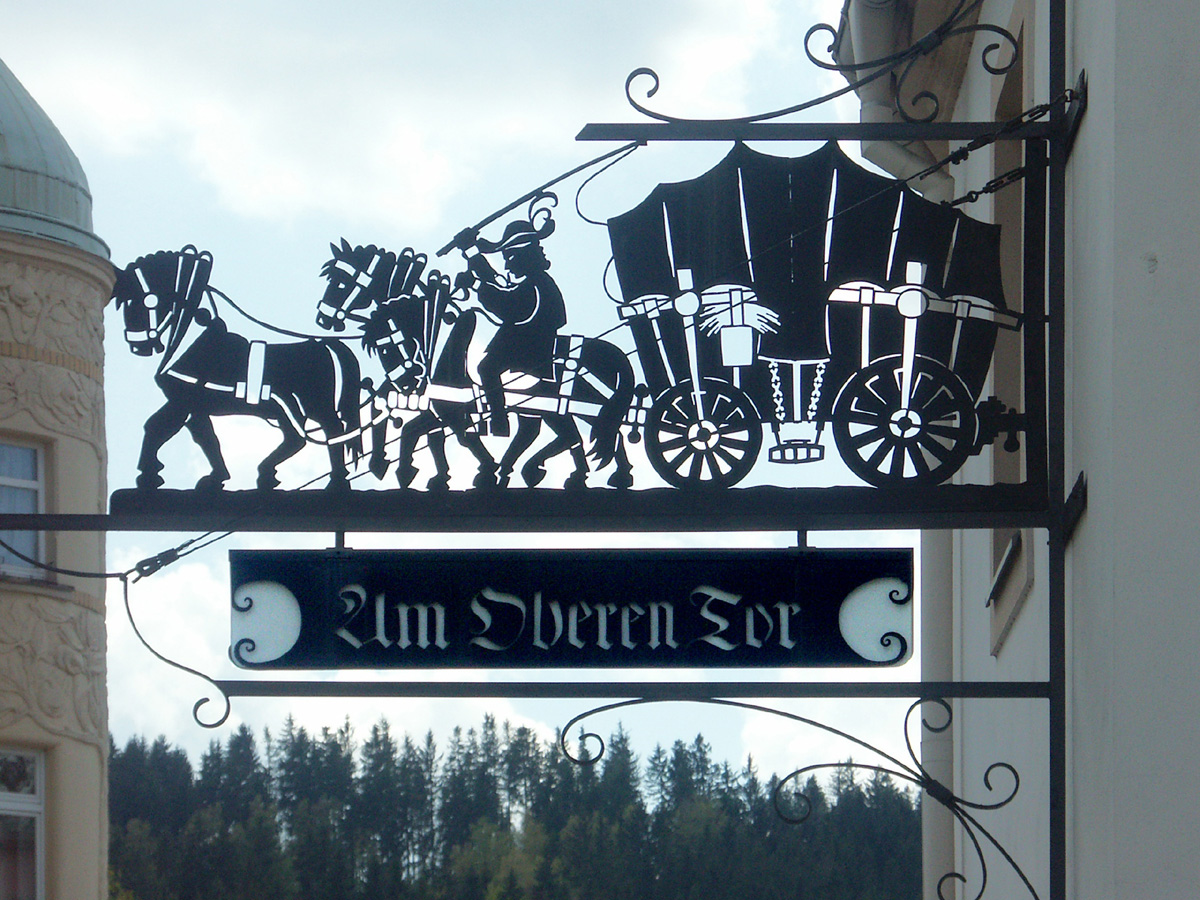
Am Oberen Tor

Anhand der ältesten erhaltenen Abbildung der Stadt, einer Federzeichnung Wilhelm Dilichs von 1627, lässt sich das ursprüngliche Stadtbild erahnen. Am Ende der Oberen Schloßstraße steht an exponierter Stelle das kurfürstliche Jagdschloss, das seine heutige Gestalt 1852 erhielt. Am anderen Ende der Straße ist der Dachreiter des Rathauses auf der Ostseite des Marktes zu erkennen. Das dritte auffällige Gebäude im historischen Stadtkern war die Kirche, die im 17. Jahrhundert zu klein und durch die St.-Georgen-Kirche ersetzt wurde. Neben der alten Kirche befand sich der Friedhof an der Stelle, die heute als Unterer Markt bezeichnet wird. Bald wurde auch der Gottesacker zu klein und durch einen zweiten, außerhalb der Stadtmauern, entlastet und später ganz ersetzt. Von den Stadtmauern selbst ist bereits auf Dilichs Zeichnung nichts mehr zu sehen. Bis heute haben sich lediglich die Bezeichnungen Oberes Tor und Unteres Tor erhalten. Als die Gebäude innerhalb der Stadt für die stetig wachsende Bevölkerung nicht mehr ausreichten, errichtete man Häuser auch außerhalb der Stadtmauer. Auf der oben genannten Zeichnung lassen sich unterhalb der Kirche die Gebäude der Vorstadt erkennen.

### Dreißigjähriger Krieg
Im Verlauf des Dreißigjährigen Krieges wurde Schwarzenberg mehrfach von kaiserlichen Truppen überfallen. Bei einem Angriff des Generals Heinrich von Holk im Jahr 1632 fielen 16 Bürger der Stadt, die sich dessen Soldaten in den Weg gestellt hatten. Die vorgewarnten Einwohner der Stadt waren mit ihren Habseligkeiten in die umliegenden Wälder geflohen. Im Oktober 1634 wurde Schwarzenberg von Oberst Schönickel eingenommen und gebrandschatzt. Im November desselben Jahres fielen 200 Dragoner in die Stadt ein und plünderten diese erneut.
Gegen Ende des Krieges, am 15. April 1642, bestätigte Kurfürst Johann Georg I. die Privilegien der Stadt.

### Bevölkerung, Gewerbe und Post

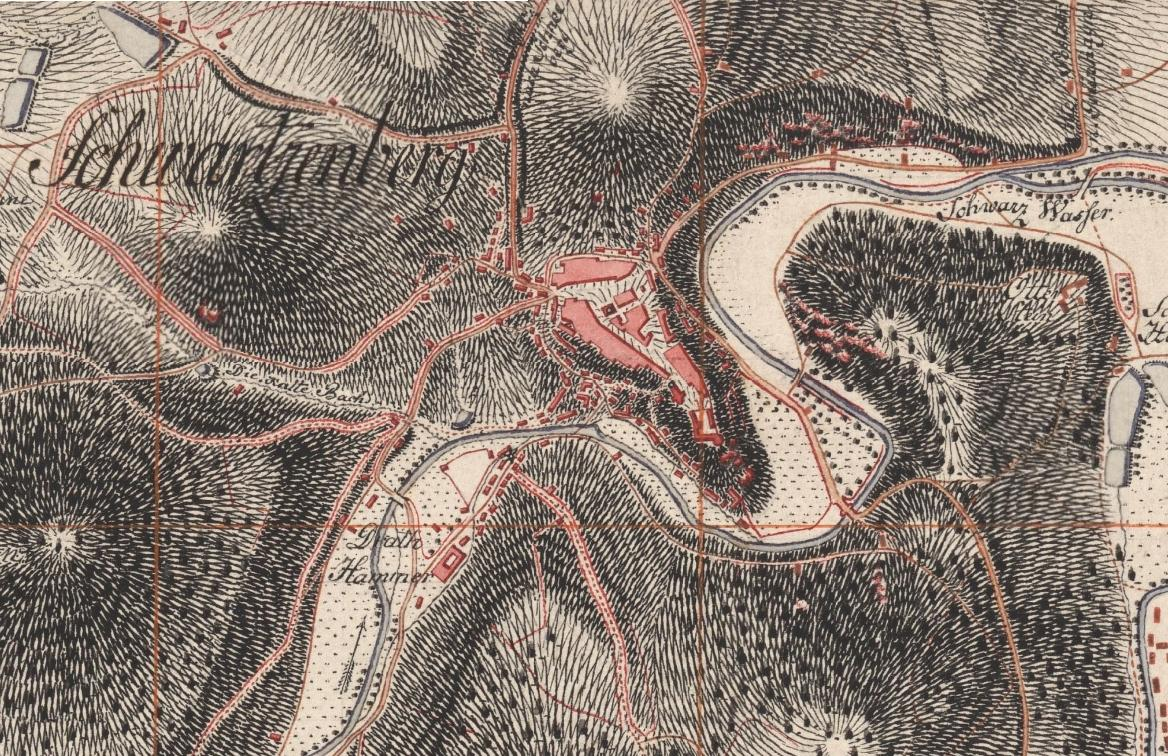
Schwarzenberg auf einem Meilenblatt 1790

Ende des 17. Jahrhunderts lebten in 138 Wohnhäusern 116 Angesessene und 56 unangesessene Bürger. In Besitz der 700 Einwohner der Stadt (ohne Kinder) waren 20 Pferde, 19 Ochsen, 27 Ziegen, 150 Kühe, 100 Schafe und viele Kleintiere. 1695 sorgten in Schwarzenberg 15 Bäcker und acht Fleischer für die Versorgung der Bürger, zudem gab es fünf Handelsleute, insgesamt 60 Schlosser, Schmiede, Zinngießer, Tischler, Hutmacher, Posamentierer, Glaser, Seifensieder, Leinweber, Seiler, Weiß- und Lohgerber und jeweils einen Uhrmacher, Orgelbauer, Gürtler und Büchsenschäftler.
Bei einem großen Brand wurden 1709 große Teile der Stadt zerstört. Zu den wenigen vom Feuer verschonten Gebäuden zählten das Schloss und die Kirche, deren Turm von den Flammen erfasst wurde, sodass die Glocken, die aus der alten Kirche dorthin überführt worden waren, schmolzen. Die meisten der ältesten Schwarzenberger Häuser wurden nach dem Stadtbrand errichtet. 1724 stellte man an der Kreuzung der Straßen nach Annaberg und nach Grünhain am Unteren Tor eine kursächsische Distanzsäule auf, die nicht erhalten ist. Eine Ganzmeilensäule, die man an einer Passstraße zwischen Sachsen und Böhmen aufgestellt hatte, befindet sich noch heute im Ortsteil Crandorf. Seit 1785 war Schwarzenberg zwei Mal wöchentlich Station der Poststrecke zwischen Annaberg und Schneeberg.

### 19. Jahrhundert

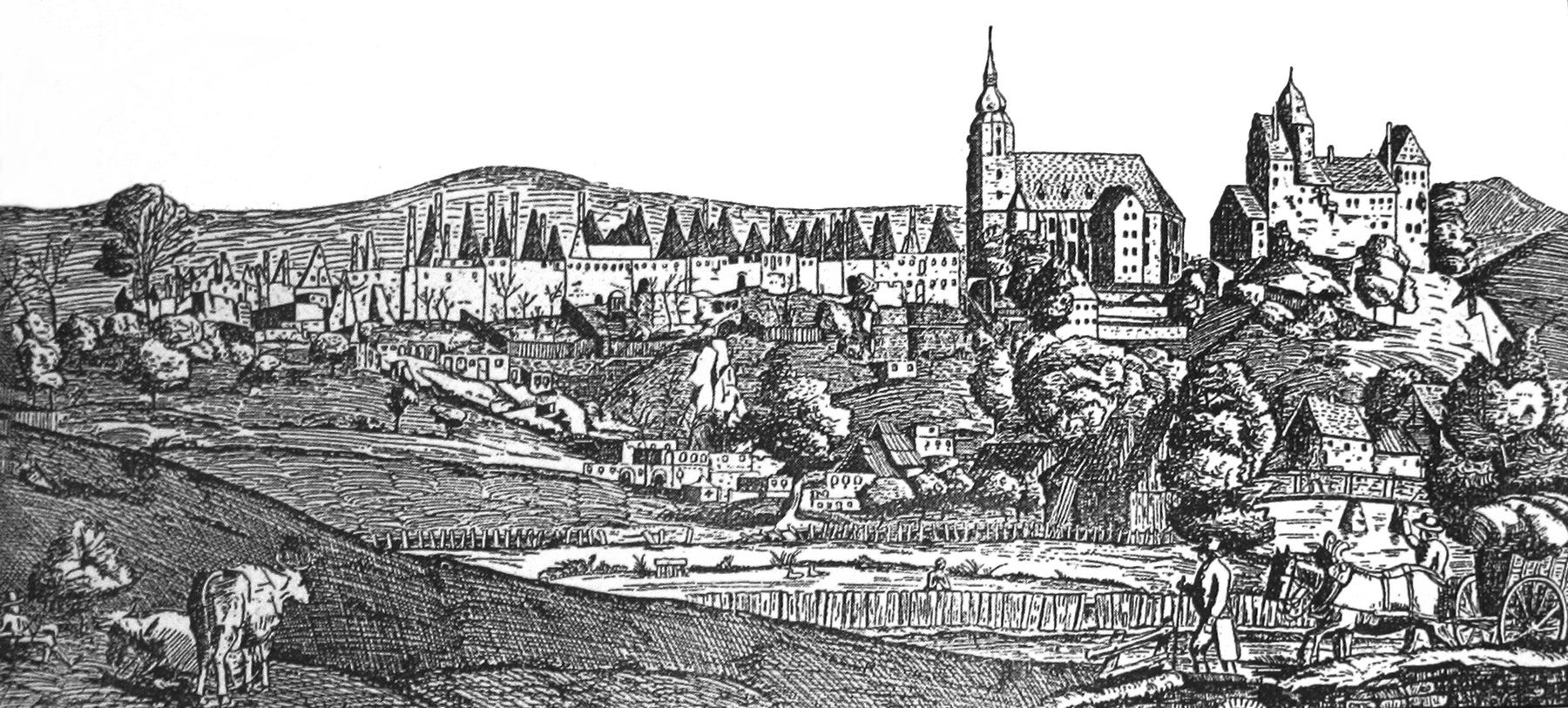
Schwarzenberg nach dem Stadtbrand, zeitgenössischer Stich

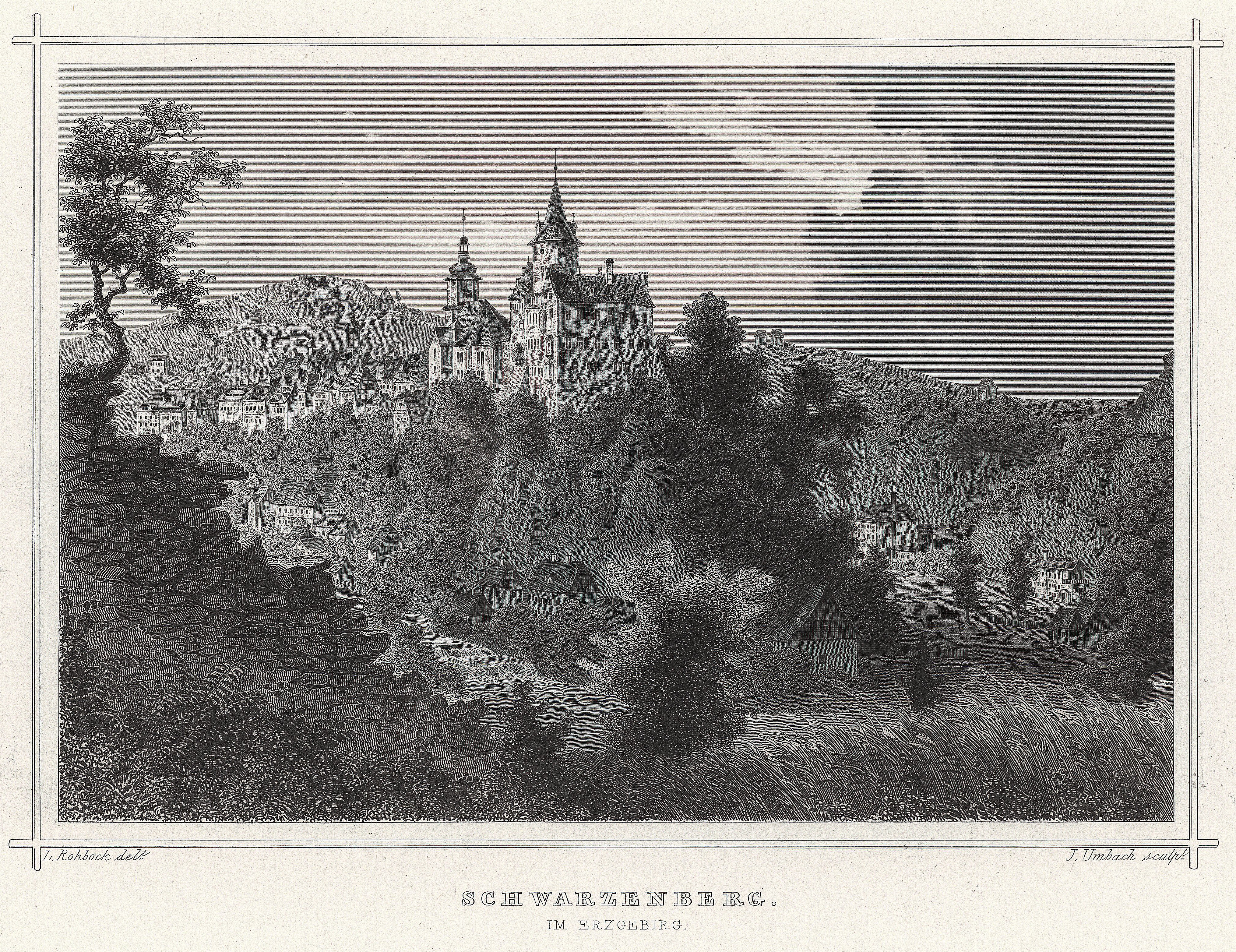
Blick auf Schwarzenberg, Mitte des 19. Jahrhunderts

1823 fand die letzte Hinrichtung in Schwarzenberg statt. Die Werkzeuge des städtischen Scharfrichters sind im Museum ausgestellt. Bei einem Stadtbrand 1824 wurde ein Großteil der zumeist in Fachwerkbauweise gebauten Häuser zerstört. Die Stadt wurde in ihrer heutigen Gestalt, zumeist mit dem Granit des Rockelmann-Steinbruchs wiederaufgebaut. Im ganzen Königreich Sachsen wurde zur Unterstützung der „abgebrannten“ Schwarzenberger gesammelt, wie eine Anzeige in der Dresdner Abend-Zeitung vom 5. Juni 1824 belegt: „Nur einer solchen [Anzeige] bedarf es bei dem ehrenwerthen Unternehmen der hiesigen K. S. musikalischen Kapelle zum Besten der in Schwarzenberg Abgebrannten … D i e J a h r e s z e i t e n aufzuführen, … umfür einen so menschenfreundlichen Zweck … der zahlreichen Teilnahme entgegensehen zu können.“
Die Zeit nach dem Stadtbrand war geprägt von der Modernisierung und Erweiterung der städtischen Wirtschaft und Infrastruktur. 1825 legte man einen neuen Friedhof außerhalb der alten Stadtmauern an, 1834 wurde eine Likörfabrik, 1836 ein Zainhammerwerk und 1839 eine Glasfabrik gegründet. 1849 wurde eine Selektenschule am unteren Markt als Vorgänger des heutigen Gymnasiums eingeweiht. 1858 wurde die Eisenbahnstrecke Zwickau–Schwarzenberg eröffnet. Im Jahr darauf wurde auf dem Bahnhofsgelände eine Postexpedition mit 16 Postillionen und fünf bis sechs Postschaffnern und -zugbegleitern eingerichtet. Im weiteren Verlauf des 19. Jahrhunderts wurden ein Turnverein, eine Freiwillige Feuerwehr und weitere Fabriken, u. a. die Schwarzenberger Hütte, gegründet. 1875 entstand das Königlich Sächsische Amtsgericht zu Schwarzenberg. Für die 1883 eingeweihte Eisenbahnstrecke nach Johanngeorgenstadt wurde ein Tunnel durch den Schlossfelsen getrieben, der heute gelegentlich für kulturelle Veranstaltungen genutzt wird. 1889 wurde die Eisenbahnlinie nach Annaberg fertiggestellt. Zur Steigerung der Effizienz des Klöppelwesens errichtete man in der Stadt und den umliegenden Dörfern Klöppelschulen. In der 1884 gegründeten Obererzgebirgischen Frauen- und Haushaltungsschule Schwarzenberg wurden Mädchen zu Hausfrauen erzogen. Ende des 19. Jahrhunderts hatte sich die Stadt zu einem Verwaltungs- und Wirtschaftszentrum für die nähere Umgebung entwickelt. Schwarzenberg war Sitz von Amtshauptmannschaft, Amtsgericht und verschiedener Ämter und Inspektionen. 1898 waren 16 Vereine in der Stadt aktiv, drei Schulen sorgten für die Bildung der Schüler, vier Ärzte und eine Apotheke standen für die medizinische Versorgung zur Verfügung. Eine große Zahl Handwerker, Dienstleister, Händler und Fabriken bildeten das wirtschaftliche Rückgrat der Stadt, in der außerdem die beiden Zeitungen Erzgebirgischer Volksfreund (täglich) und Schwarzenberger Tageblatt (4-mal in der Woche) erschienen.

### Wirtschaftliche und kulturelle Blüte

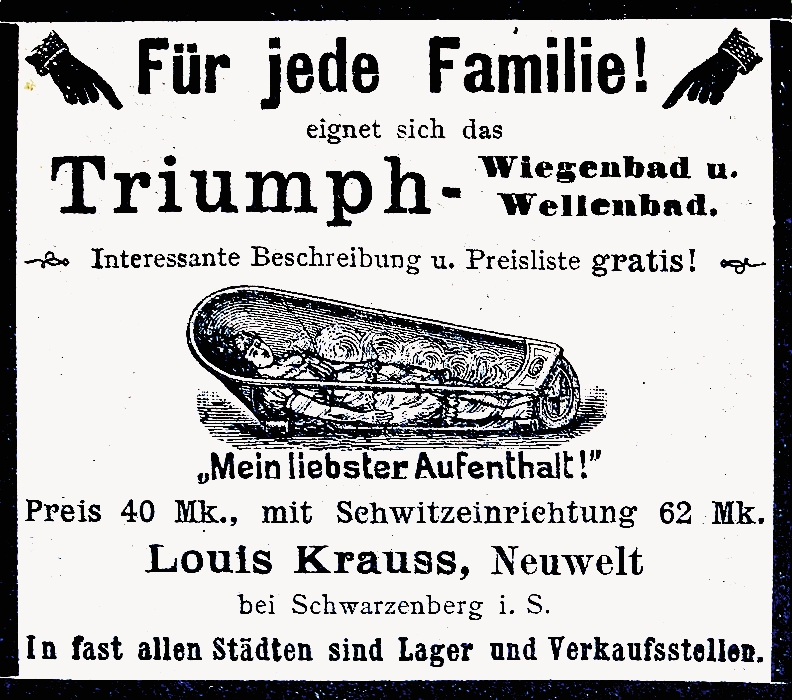
Geschäftsanzeige von Louis Krauß, 1898

In der Zeit um die Jahrhundertwende stand Schwarzenberg in einer großen wirtschaftlichen und kulturellen Blüte. 1899 zog der Industrielle und Badewannenfabrikant Louis Krauß von Neuwelt nach Schwarzenberg und gründete mit den Kraußwerken in Wildenau den Vorläufer eines späteren Hauptarbeitgebers der Stadt. In einem neu entstandenen Industriegebiet in der Neustadt siedelte sich eine Beierfelder Schnitt- und Stanzwarenfabrik an, die später als Tochter der KUKA Systems GmbH betrieben und 2015 von der Porsche Werkzeugbau GmbH übernommen wurde. Weitere Fabrikansiedlungen folgten.
Der Mundartdichter Curt Rambach war in derselben Zeit in Schwarzenberg aktiv. Auf Liedpost- und Ansichtskarten des Verlages Wilhelm Vogel wurden erzgebirgische Ansichten und Volksweisen über die Grenzen der Region hinaus verbreitet. Von 1901 bis 1905 lebte die Familie Ernst Jüngers in der Oberen Schloßstraße. Unter der Leitung des Stadtmusikdirektors Carl Hermann Keßler fand in Schwarzenberg 1910 das letzte Obererzgebirgische Sängerfest vor dem Ersten Weltkrieg statt. Im Jahr darauf trat die im früheren Kugelhammer geborene, spätere Sopranistin an der Metropolitan Opera Elisabeth Rethberg in Schwarzenberg erstmals öffentlich auf. 1919 wurde der Heimatforscher Walter Fröbe Lehrer in der Schwarzenberger Realschule. Er gilt als wichtigster Chronist der Stadt.

### Zwischen den Weltkriegen

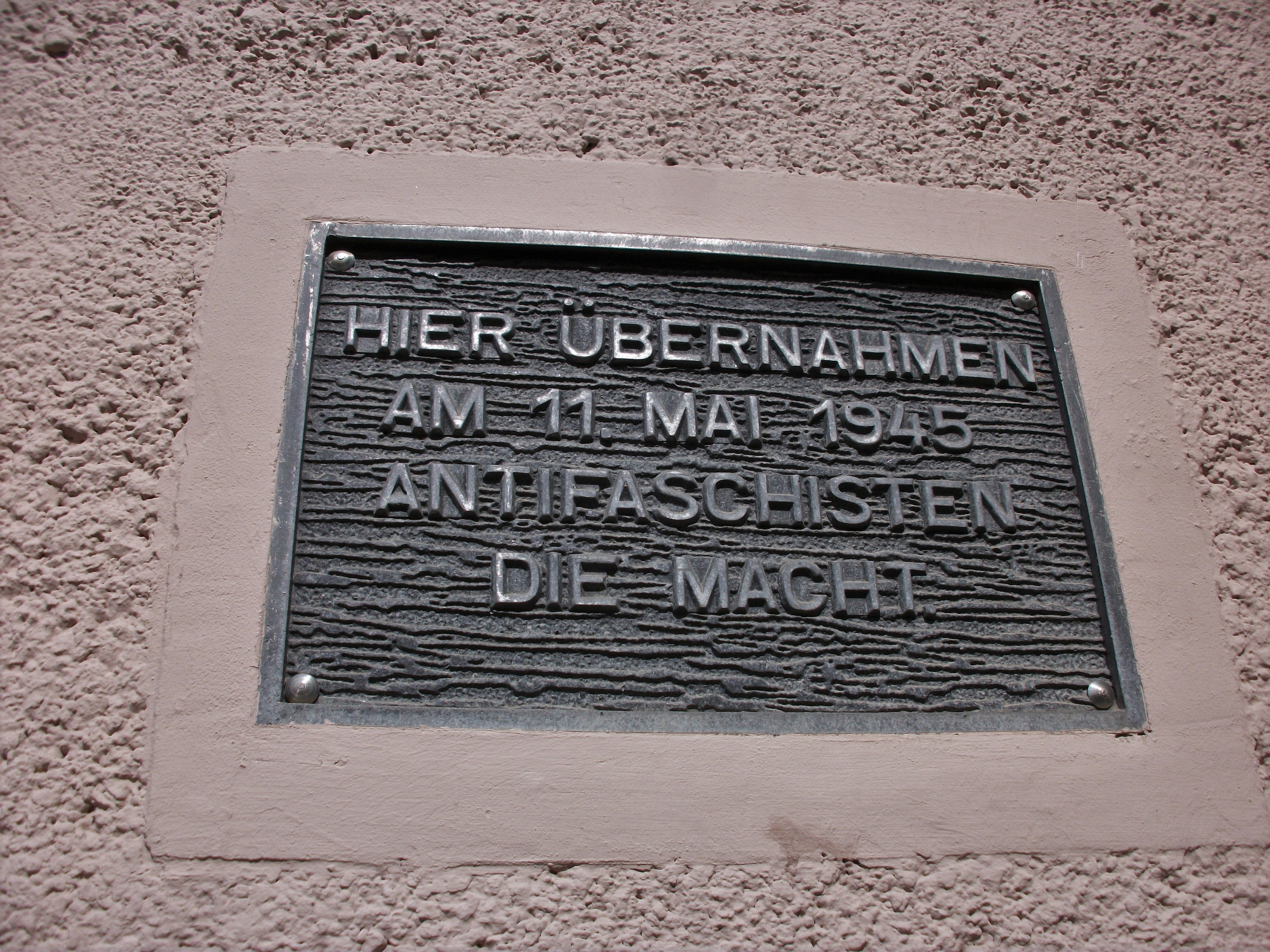
Rathaus Schwarzenberg/Erzgeb., Erinnerungstafel zur unbesetzten Zeit 1945

1914 wurde in Anwesenheit des sächsischen Prinzen Johann Georg und seiner Frau Maria ein Bezirksstift für Waisenkinder und Arme errichtet, das heute als onkologisches Fachkrankenhaus Marienstift betrieben wird. Im Jahr darauf wurde der Grundstein für die Realschule, das heutige Gymnasium, an der Straße nach Bermsgrün gelegt. 1916 wurde der Bau fertiggestellt. Für die 165 im Ersten Weltkrieg gefallenen Schwarzenberger wurde 1926 ein Denkmal im neu angelegten Rockelmannpark aufgestellt. Nachdem 1913 bereits die Landgemeinde Obersachsenfeld und der Gutsbezirk Sachsenfeld eingemeindet worden waren, vergrößerte sich das Stadtgebiet mit den Eingemeindungen von Neuwelt 1919 und Wildenau 1920 weiter. In dieser Zeit lebten in der Stadt etwa 10.000 Einwohner. In 75 gewerblichen Anlagen waren 9.000 Menschen aus Schwarzenberg und den umliegenden Gemeinden beschäftigt. Die Eröffnung der Kraftomnibuslinie Grünhain–Schwarzenberg–Aue 1920 wurde durch den Bau der ersten Tankstelle der Stadt begünstigt. Die Infrastruktur wurde durch die Einrichtung weiterer Buslinien und der Modernisierung des Telefon- und Wasserleitungsnetzes weiter verbessert. Neue Wohnsiedlungen entstanden am Lehnberg, am Becherberg und am Rockelmann.
Am 3. Juli 1931 verursachte ein Hochwasser des Schwarzwassers erhebliche Schäden in Ufernähe im Bereich von Badwiese, Bad Ottenstein und Vorstadt.
1934 wurde durch den Reichsstatthalter Martin Mutschmann der Grundstein für den Bau der Waldbühne als Thingplatz gelegt, der vier Jahre später als Grenzlandfeierstätte eingeweiht wurde und heute nur gelegentlich als Veranstaltungsort genutzt wird. Die Bauarbeiten wurden als Maßnahme des Reichsarbeitsdienstes durchgeführt. Im Zweiten Weltkrieg, bei dem die Stadt nicht direkt durch Kampfhandlungen betroffen war, fielen mindestens 233 Schwarzenberger Einwohner. Auf dem alten Friedhof erinnern Gräber mit einfachen Holzkreuzen und ein sowjetisches Ehrenmal an die Opfer des Krieges.

### Nach dem Zweiten Weltkrieg

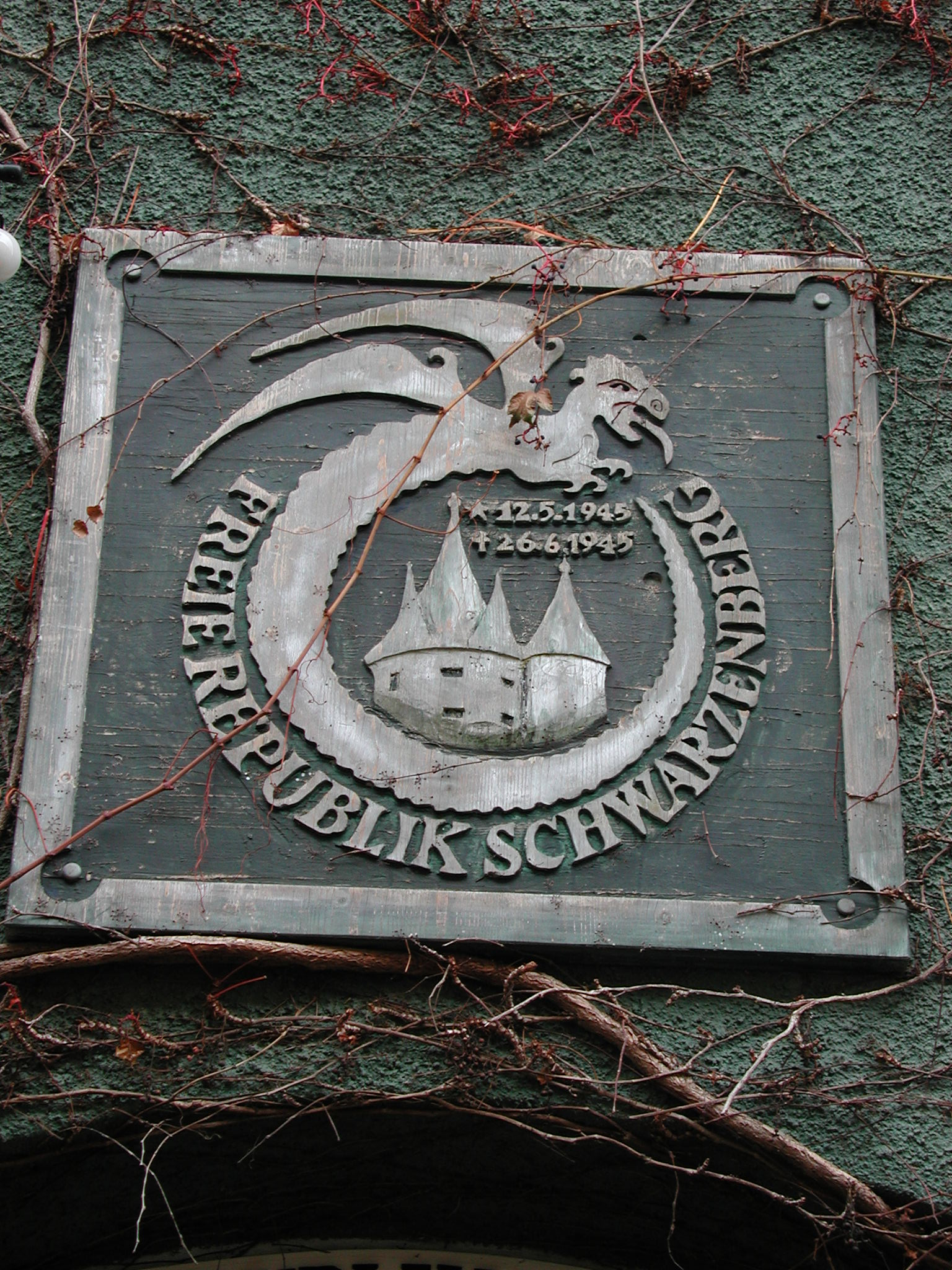
Tafel über dem Eingang zu Kunst & Kneipe in der Oberen Schloßstraße

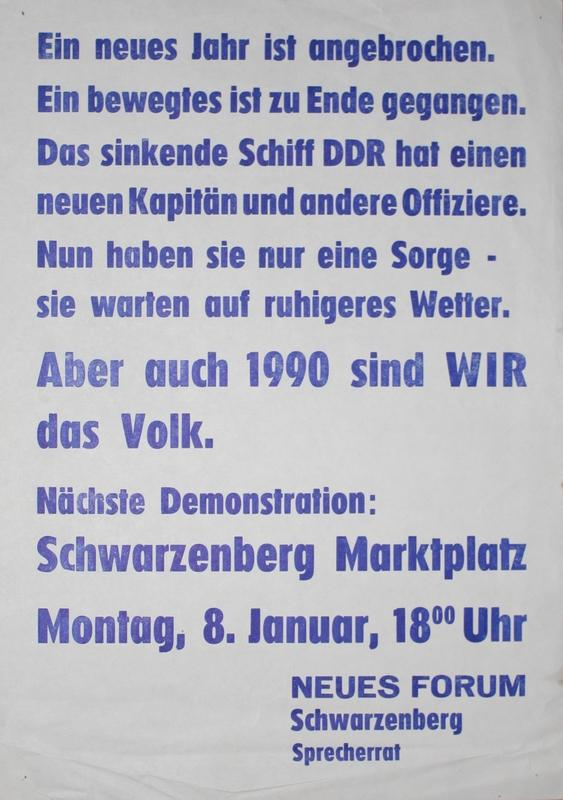
Neues Forum Schwarzenberg: Flugblatt von 1990

Nach der Kapitulation Deutschlands blieb Schwarzenberg aus historisch nicht geklärten Gründen zunächst unbesetzt.
Am 11. Mai 1945 übernahmen mehrere Bürger Schwarzenbergs mit einem antifaschistischen Aktionsausschuss die Initiative, um das entstandene Machtvakuum zu füllen. Diese Episode endete bereits am 25. Juni 1945 mit dem Einmarsch sowjetischer Truppen. 1984 prägte der Schriftsteller Stefan Heym mit seinem an die damaligen Ereignisse angelehnten Roman „Schwarzenberg“ den Begriff Republik Schwarzenberg. Um diese Zeit rankt sich eine rege Legendenbildung. 2004 beschäftigte sich auch der Schriftsteller Volker Braun in seiner Erzählung Das unbesetzte Gebiet mit dieser Zeit.
Unter sowjetischer Militärverwaltung wurde mit der Enteignung der Schwarzenberger Industriebetriebe begonnen. 1948 wurden die Krauß-Werke zum VEB Erzgebirgische Waschgerätefabrik, in der bis zum Ende der DDR Waschmaschinen für das gesamte Land hergestellt wurden. 1949 entstanden erste HO-Läden in der Stadt. 1952 wurde Schwarzenberg Sitz des neu gegründeten gleichnamigen Kreises. Der zweite Pfarrer von St. Georgen war in dieser Zeit Mitglied der Volkskammer der DDR. Nach dem schrittweisen Aufbau des DDR-Verwaltung in Schwarzenberg verließ 1956 die bis dahin stationierte sowjetische Einheit die Stadt im Zuge einer Großkundgebung. Mit dem Neubau der Wohngebiete Hofgarten, Wilhelm Pieck und Ernst Thälmann wurde man der stetig steigenden Bevölkerungszahl gerecht. Das Versorgungssystem wurde mit dem Bau einer Poliklinik, weiterer Schulen und Kindertagesstätten erweitert.
Die Deutsche Reichsbahn errichtete ein Ferienlager für die Kinder ihrer Betriebsangehörigen, das bis zur Wendezeit existierte.

### Politische Wende und Neubeginn
Im Herbst 1989 trafen sich auch in Schwarzenberg Einwohner der Stadt auf dem Marktplatz, um gegen das DDR-Regime zu protestieren. Nach dem Zusammenbruch der DDR wurde die wirtschaftliche Struktur der Stadt umgestaltet. Die Volkseigenen Betriebe wurden privatisiert und entließen oft einen Großteil ihrer Mitarbeiter, was zu einer erheblichen Arbeitslosenquote führte. Damit ging ein Bevölkerungsrückgang durch Fortzug und geringe Geburtenzahlen einher. 1990 lebten in der Stadt 20.216 Menschen, 2006 waren es trotz mehrerer Eingemeindungen nur noch 18.579. Dennoch führte das Ende der DDR auch zu positiven Folgen für die Stadt. Verkehrswege und große Teile der Altstadt wurden saniert, die Schulgebäude und weitere öffentliche Einrichtungen wurden erneuert, und es siedelten sich zumeist mittelständische Unternehmen in Gewerbegebieten in und um Schwarzenberg an.
Vom 6. bis 8. September 2013 fand in Schwarzenberg der 21. Tag der Sachsen statt.

### Eingemeindungen
Im Verlauf des 20. Jahrhunderts vergrößerte sich das Stadtgebiet durch Eingemeindungen kontinuierlich. 1913 ging Obersachsenfeld im Norden der Stadt an Schwarzenberg, 1919 folgten die angrenzenden Orte Neuwelt und Untersachsenfeld sowie 1920 Wildenau am westlichen Stadtrand mit einer Siedlung auf dem Brückenberg. Am 1. Oktober 1995 wurde Grünstädtel (etwa 2,5 Kilometer östlich des Stadtkerns) eingemeindet. Am 1. Januar 1999 folgten Bermsgrün mit Jägerhaus und Erla mit Crandorf im Süden der Stadt. Das am 1. Januar 2008 eingemeindete Pöhla befindet sich im Süden von Grünstädtel.

### Religionen
Schwarzenberg verfügt über mehrere Kirchgemeinden. Zur evangelisch-lutherischen St.-Georgen-Kirchgemeinde im Kirchenbezirk Aue gehören die Schwesterkirchen in Crandorf und Emmaus Neuwelt mit jeweils einem eigenen Pfarrer. Die Gemeinde unterhält einen Kindergarten in Wildenau. Die evangelisch-methodistische Zionskirche neben der Stadtschule war das erste von den Methodisten gebaute Kirchengebäude im Königreich Sachsen. Eine weitere Gemeinde befindet sich in Neuwelt. Die römisch-katholische Pfarrkirche Heilige Familie im Dekanat Zwickau befindet sich in Wildenau, wo sich außerdem eine neuapostolische Gemeinde und die Gemeinschaft in Christo Jesu zu Gottesdiensten versammeln. Im Stadtteil Heide befindet sich ein Gemeindehaus der Kirche Jesu Christi der Heiligen der Letzten Tage.
Wie in fast der gesamten früheren DDR ist die Mehrheit der Bevölkerung konfessionslos.

## Panoramen

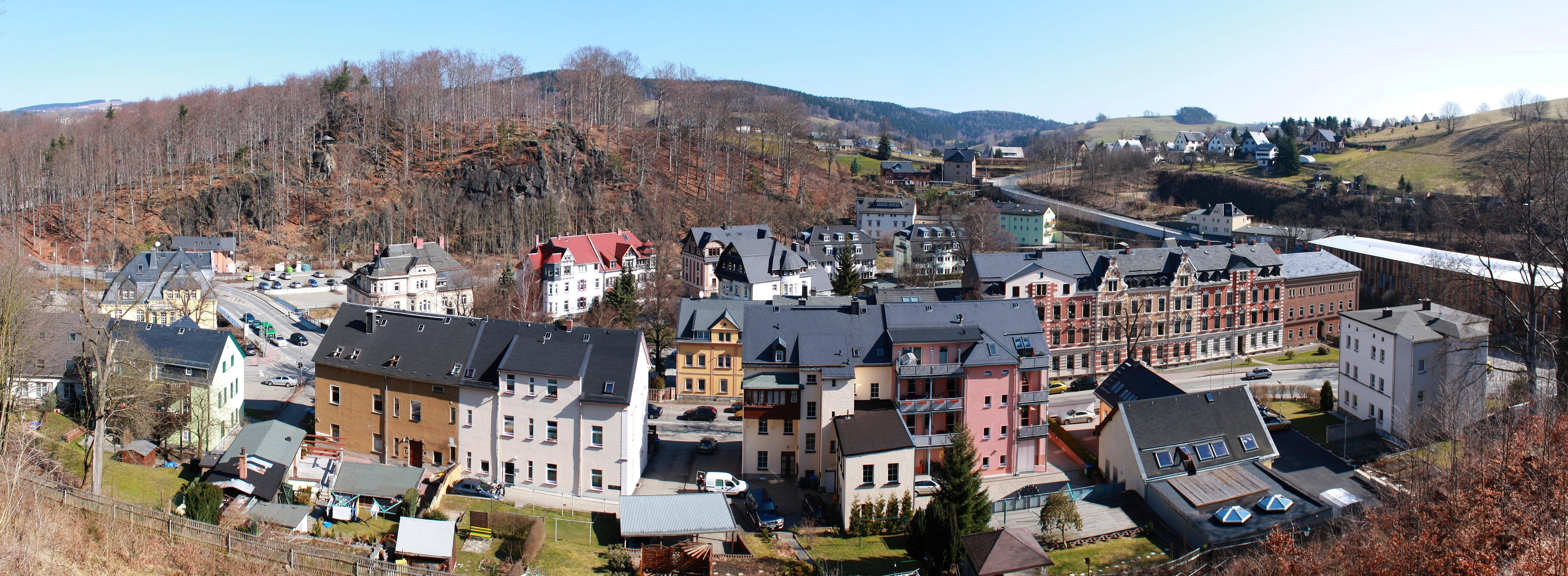
Blick vom Schloss auf den Ottenstein und die Siedlung am Brückenberg. Im Vordergrund links Badwiese und rechts Finanzamt

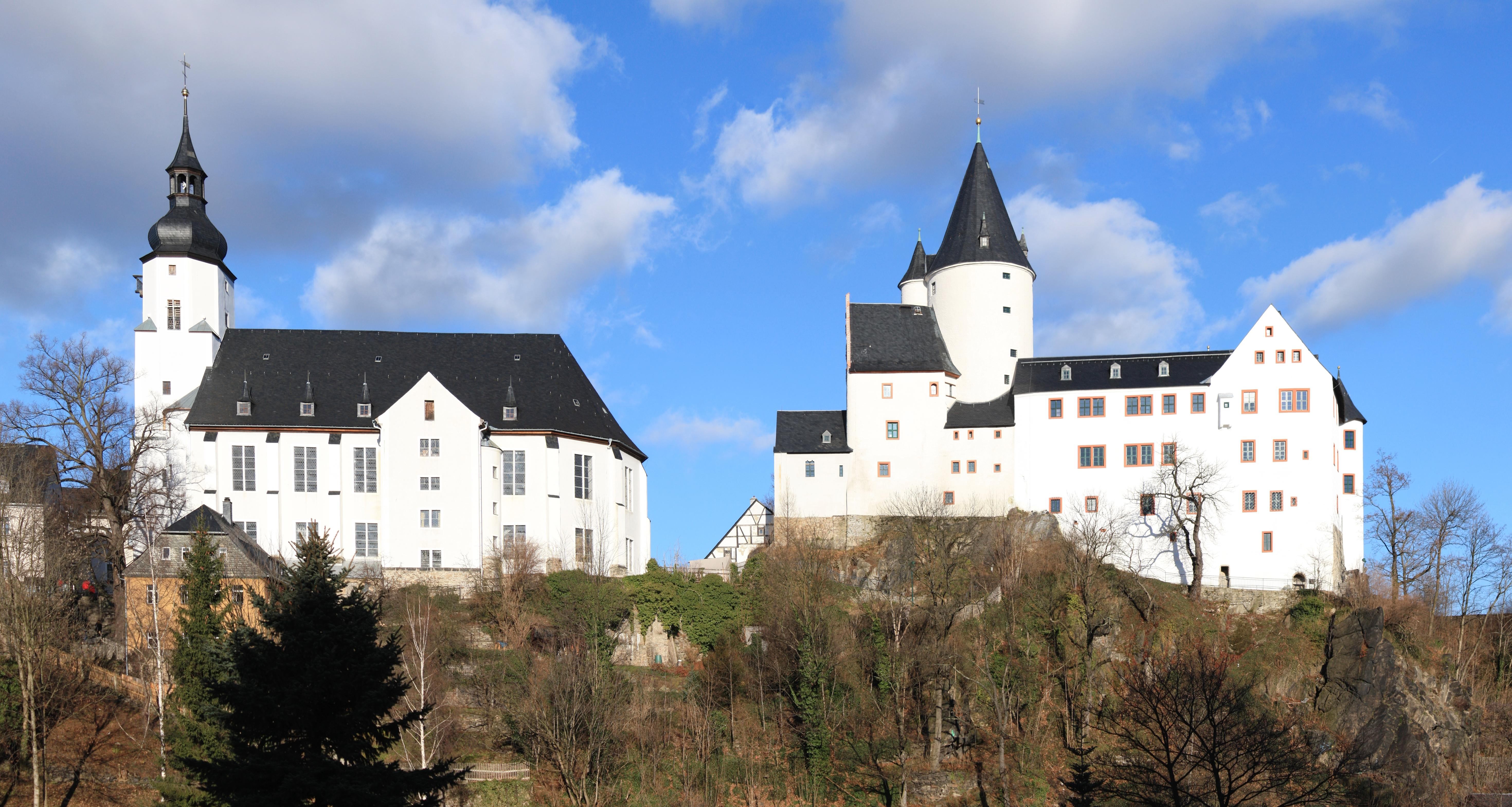
Blick von Süden auf die St.-Georgen-Kirche und das Schloss

### Einwohnerentwicklung

Einwohnerentwicklung von Schwarzenberg von 1834 bis 2017 nach nebenstehender Tabelle

Die Einwohnerzahl wuchs im Verlauf des 19. Jahrhunderts kontinuierlich. Durch neue Fabriken, sinkende Kindersterblichkeit und Eingemeindungen begünstigt verdreifachte sie sich nahezu zwischen 1875 und 1933 auf über 12.000. Die Lücke nach dem Zweiten Weltkrieg wurde schnell durch zugezogene Flüchtlinge und Arbeiter geschlossen, sodass bis 1950 über 20.000 Menschen in der Stadt lebten. Mit dem Rückgang der Bergbautätigkeit der SDAG Wismut sank die Bevölkerungszahl innerhalb von zehn Jahren um etwa ein Viertel, blieb, unter anderem durch den Pillenknick, weitere zehn Jahre etwa konstant und stieg bis zum Ende der DDR wieder an. Der Bevölkerungsschwund durch Arbeitslosigkeit, Fortzug junger Familien und die geringe Geburtenrate zeigte sich durch die Eingemeindungen umliegender Dörfer nur undeutlich. Mit den Einwohnern der 1999 und 2008 eingemeindeten Orte (siehe oben) sank die Bevölkerung um mehr als 2500 und liegt heute bei rund 15.000 Einwohnern.
| 1834 bis 1960 - 1834 – 02.015 - 1875 – 03.299 - 1880 – 03.462 - 1933 – 12.104 - 1946 – 12.117 1 - 1950 – 20.269 2 - 1960 – 14.877 | 1971 bis 2000 - 1971 – 14.808 - 1981 – 17.191 - 1984 – 16.844 - 1995 – 19.251 - 1998 – 20.911 - 1999 – 20.549 - 2000 – 20.201 | 2001 bis 2007 - 2001 – 19.775 - 2002 – 19.309 - 2003 – 18.914 - 2004 – 18.660 - 2005 – 18.406 - 2006 – 18.207 - 2007 – 19.187 | seit 2009 - 2009 – 18.687 - 2012 – 17.743 - 2013 – 17.542 - 2017 – 16.912 - 2019 – 16.447 - 2021 – 16.011 - 2022 – 15.036 |

 Datenquelle ab 1998: Statistisches Landesamt Sachsen, je zum Jahresende

1 29. Oktober

2 31. August

## Politik
- Linke: 1
- Grüne: 1
- SPD: 1
- WGV: 1
- FDP: 1
- CDU: 7
- AfD: 6
- FBS: 4

FBS: Freie Bürger Schwarzenberg
WGV: Wirtschafts- und Gewerbeverein Region Schwarzenberg
Fraktionen:
CDU/FDP/WGV: 9
Linke/Grüne/SPD: 3
AfD und FBS  bilden eigene Fraktionen

### Stadtrat
Der Stadtrat von Schwarzenberg besteht aus 22 Mitgliedern und dem direkt gewählten Oberbürgermeister, der dem Stadtrat vorsteht. Seit der Stadtratswahl am 9. Juni 2024 verteilen sich die 22 Sitze des Stadtrates folgendermaßen auf die einzelnen Gruppierungen:
| Liste                                               | 2024   | 2024   | 2019   | 2019   | 2014   | 2014   |
| Liste                                               | Sitze  | in %   | Sitze  | in %   | Sitze  | in %   |
| --------------------------------------------------- | ------ | ------ | ------ | ------ | ------ | ------ |
| CDU                                                 | 7      | 32,4   | 10     | 33,2   | 12     | 43,8   |
| AfD                                                 | 6      | 27,4   | 2      | 17,6   | –      | –      |
| Freie Bürger Schwarzenberg                          | 4      | 16,9   | 1      | 5,0    | –      | –      |
| Linke                                               | 1      | 6,6    | 3      | 12,9   | 7      | 25,2   |
| Wirtschafts- und Gewerbeverein Region Schwarzenberg | 1      | 5,5    | 2      | 7,9    | –      | –      |
| Grüne                                               | 1      | 4,5    | 2      | 6,6    | 1      | 4,1    |
| FDP                                                 | 1      | 3,8    | 1      | 4,8    | 1      | 7,1    |
| SPD                                                 | 1      | 2,9    | –      | 2,7    | 1      | 5,0    |
| PRO                                                 | –      | –      | 2      | 6,5    | 4      | 14,7   |
| FW Sport                                            | –      | –      | –      | 2,7    | –      | –      |
| Wahlbeteiligung                                     | 64,8 % | 64,8 % | 60,5 % | 60,5 % | 45,4 % | 45,4 % |

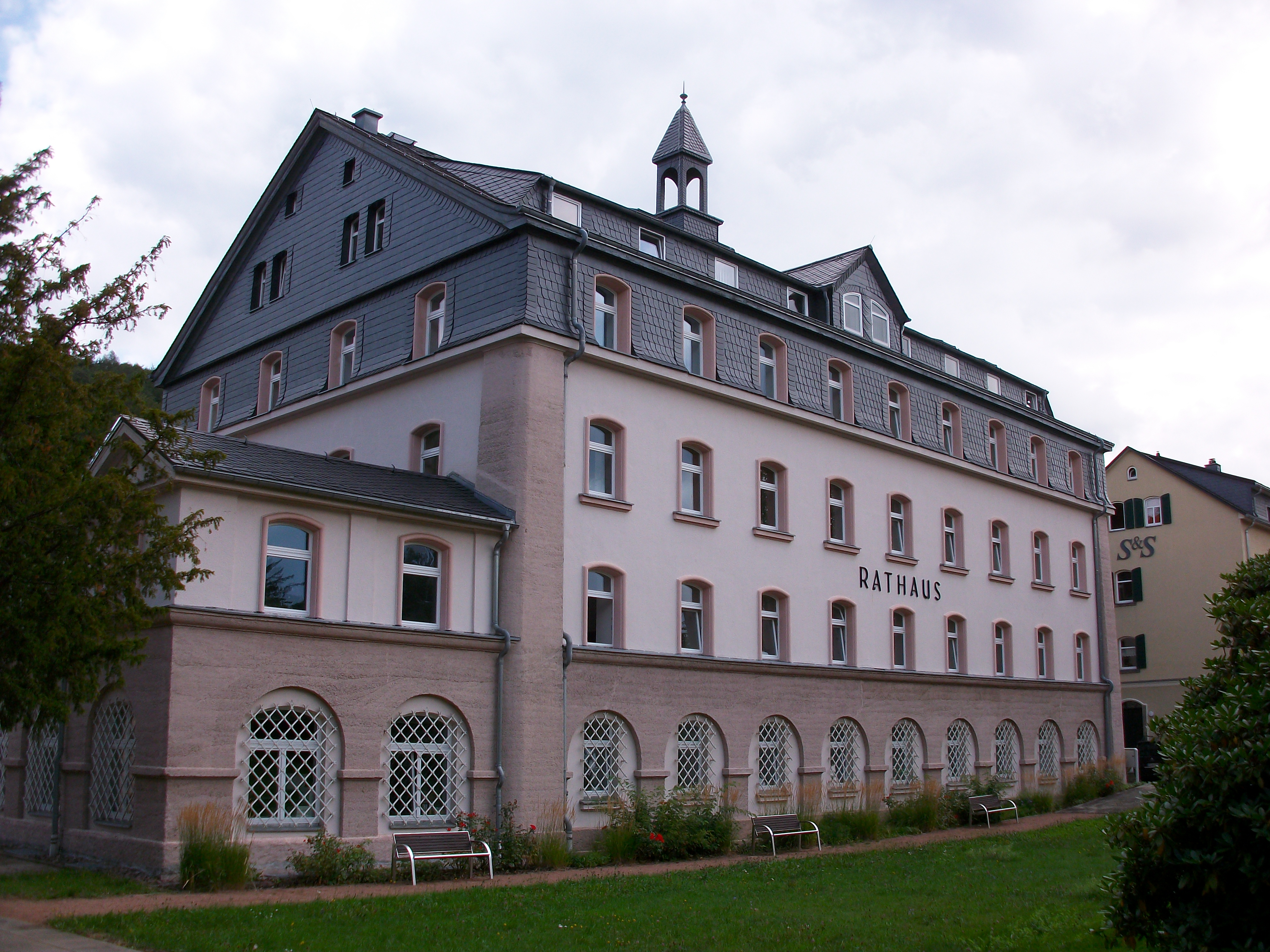
Rathaus Schwarzenberg (Erzgeb.)
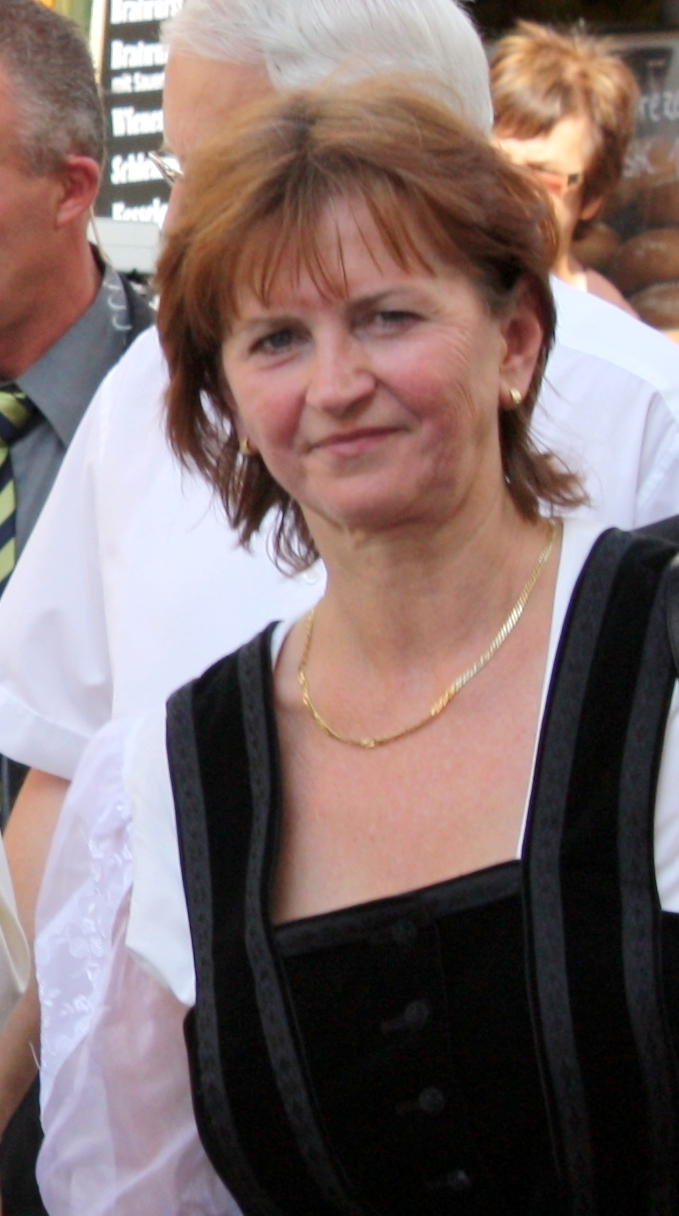
Heidrun Hiemer (2009)

### Bürgermeister (unvollständig)
(seit 1994 Oberbürgermeister)
- 1822–1827: Johann Traugott Lindner
- 1828–1829: Karl Traugott Bonitz
- 1829–1830: Johann Christian Blechschmidt
- 1830–1835: Erasmus Friedrich Schindler
- 1835–1840: Karl Friedrich Drechsler
- 1840–1881: Friedrich Gustav Weidauer
- 1882–1906: Alfred Paul Gareis
- 1906–1915: Paul Rüdiger
- 1915–1920: Arno Hoppe
- 1921–1945: Ernst Rietzsch[29]
- 1945–1946: Willy Irmisch
- 1946–1947: Friedrich Langenickel (CDU)
- 1947–1950: Magnus Dedek (CDU)
- 1950: Rudolph Schulze (CDU)
- 1950–60: Kurt Stemmler (CDU)
- 1960–65: Rudi Pflugbeil
- 1965–81: Heinrich Auerswald
- 1981–86: Winfried Tausch
- 1987–2001: Klaus Knauer (CDU)[30][31]
- 2001–2020: Heidrun Hiemer (CDU)[32]
- seit 2020: Ruben Gehart (CDU)[33]

Die ehemalige Oberbürgermeisterin Heidrun Hiemer wurde 1952 geboren. Bei der Bürgermeisterwahl am 10. Juni 2001 erhielt die Vertreterin der CDU im ersten Wahlgang gegen 5 Kandidaten 52,9 % der Stimmen. Am 8. Juni 2008 setzte sie sich mit 72,9 % der Stimmen gegen einen Kandidaten der Partei Die Linke erneut durch und wurde im Amt bestätigt. Am 7. Juni 2015 erhielt sie im ersten Wahlgang fast unverändert 72,6 % der Stimmen. Sie erklärte im Januar 2020 ihren vorzeitigen Rücktritt. Ihre Amtszeit hätte bis 30. Oktober 2020 gedauert.
Am 11. Oktober 2020 setzte sich Ruben Gehart im 2. Wahlgang mit 49 % aller abgegebenen Stimmen durch. Er trat das Amt am 1. November 2020 an. Geboren wurde er 1971 und lebt seitdem im Schwarzenberger Ortsteil Bermsgrün.
| Wahl | Bürgermeister  | Vorschlag | Wahlergebnis (in %) |
| ---- | -------------- | --------- | ------------------- |
| 2020 | Ruben Gehart   | CDU       | 49,4                |
| 2015 | Heidrun Hiemer | CDU       | 72,6                |
| 2008 | Heidrun Hiemer | CDU       | 72,9                |
| 2001 | Heidrun Hiemer | CDU       | 52,9                |
| 1994 | Klaus Knauer   | CDU       | 57,2                |

### Wappen und Flagge
„Das Wappen der Stadt Schwarzenberg zeigt den in rot-silbern gerüsteten St. Georg mit goldenem Federbusch auf dem Helm und goldener Lanze in der rechten Hand auf einem schwarzen Roß mit goldenem Zaumzeug im Kampf mit einem rotgezungten grünen Drachen.“
Der Drachentöter Ritter Georg soll es einer Sage nach auf dem Schwarzenberger Totenstein mit dem Lindwurm aufgenommen haben, der für die Bürger der Stadt eine permanente Bedrohung darstellte. Auf der Flucht vor dem Drachen soll er versucht haben, mit seinem Pferd das Schwarzwasser zu überspringen und auf dem gegenüberliegenden Ottenstein zu landen. Dieser Plan schlug fehl und Georg zerschellte auf dem Grunde des Flusses. Noch heute soll der Abdruck des Hufeisens seines Pferdes im Fluss zu erkennen sein.
„Als Flagge führt die Stadt Schwarzenberg eine rot-gelbe Streifenflagge (Bikolore) mit aufgelegtem Stadtwappen.“

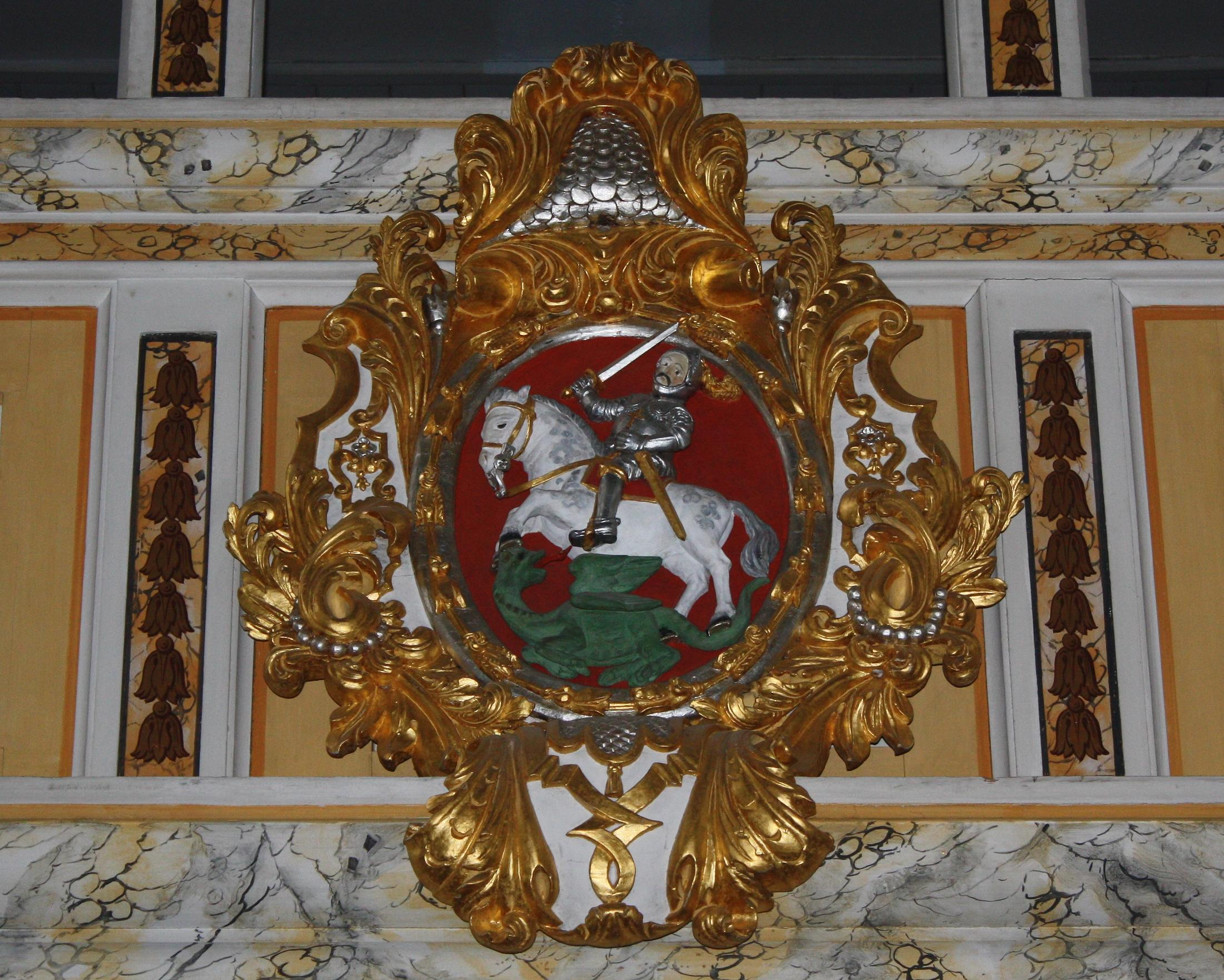
Barockes Stadtwappen in der St.-Georgen-Kirche
Heutige Fassung des Stadtwappens
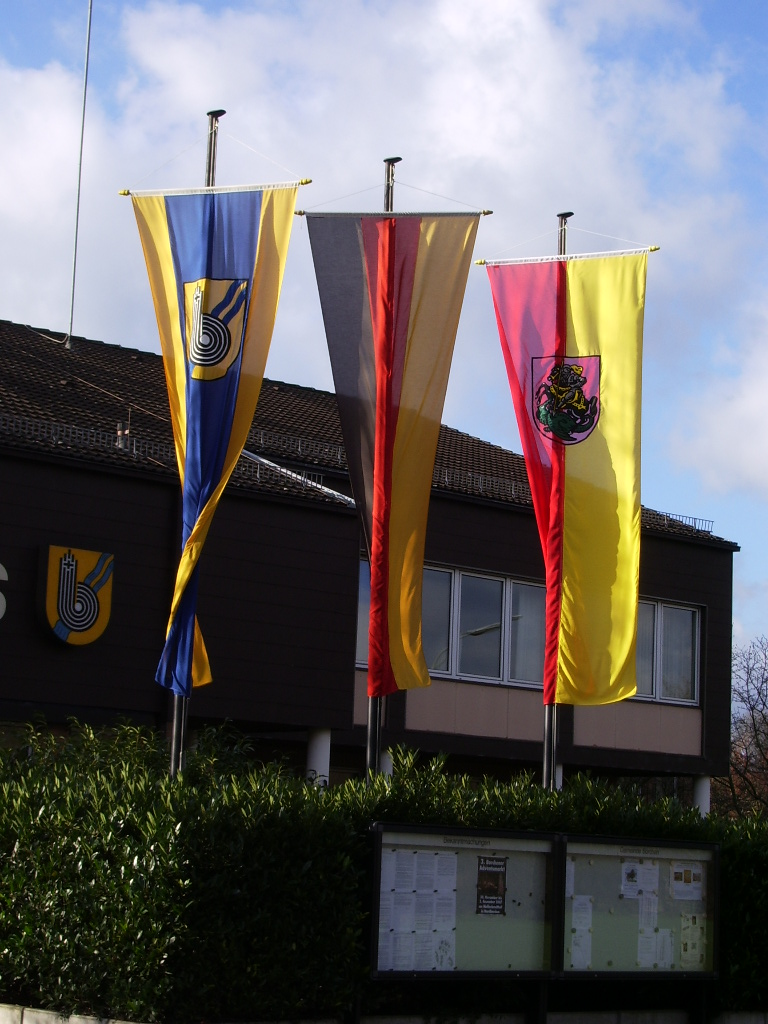
Flagge der Stadt vor dem Rathaus der Partnergemeinde Borchen

### Städtepartnerschaften
Schwarzenberg unterhält seit 1990 eine Partnerschaft mit Wunsiedel im Fichtelgebirge, die durch gegenseitige Besuche und gemeinsame Aktivitäten gepflegt wird. 2007 ging man außerdem Partnerschaften mit Nové Sedlo im Westen der Tschechischen Republik und Borchen in Nordrhein-Westfalen ein.

## Kultur und Sehenswürdigkeiten
- siehe auch: Liste der Kulturdenkmale in Schwarzenberg/Erzgeb.

### Bauwerke

#### Sakralbauten

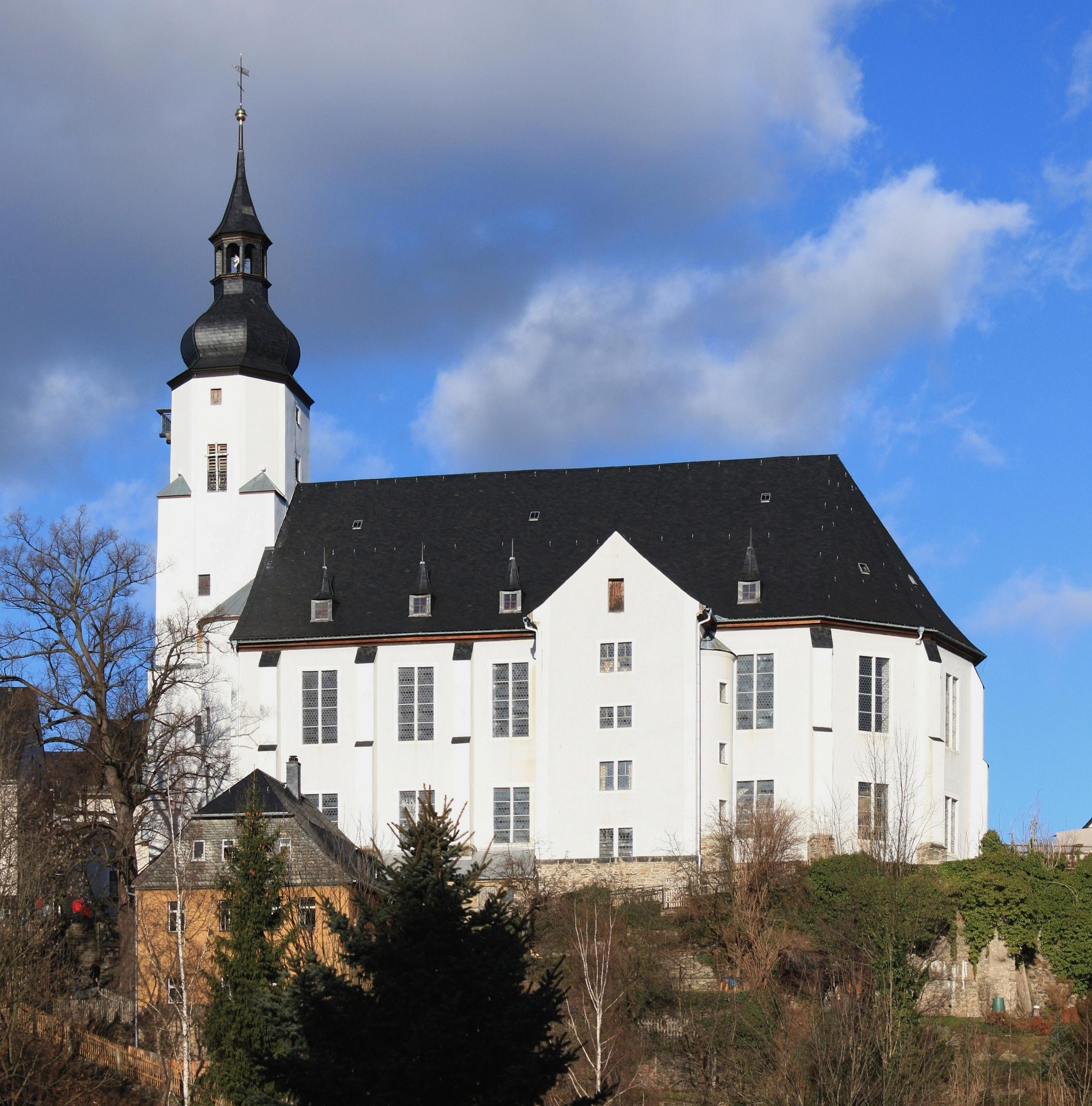
St.-Georgen-Kirche

Die 1690 bis 1699 gebaute St.-Georgen-Kirche prägt mit dem Schloss das Stadtbild. Die barocke Saalkirche ersetzte ein zu klein gewordenes Gotteshaus am unteren Markt. Sie verfügt über eine außergewöhnlich reich geschnitzte, flache Holzdecke, einen besonders prunkvoll gestalteten Amtschor und einen zweigeschossigen hölzernen Altar.
Im Stadtteil Neuwelt befindet sich die 1900/1901 erbaute Emmauskirche, die Renaissance-Formen mit dem Jugendstil verbindet.
Die barocke Saalkirche in Crandorf wurde 1712 geweiht.
Die barocke St.-Annen-Kirche in Grünstädtel wurde 1721 bis 1724 an Stelle eines romanischen Vorgängerbaus errichtet.
Weitere evangelisch-lutherische Kirchengebäude sind die 1929 geweihte Kapelle in Bermsgrün, ein architekturloser Bau mit kleinem Glockengeschoss, und die denkmalgeschützte Johanneskapelle in Sachsenfeld, ein neoklassizistischer Kuppelbau, der 1916 bis 1918 nach Entwürfen von Oswin Hempel errichtet wurde.
Neben der Stadtschule befindet sich die äußerlich schmucklose evangelisch-methodistische Zionskirche, die 1883 innerhalb von drei Monaten erbaut wurde. Im Stadtteil Heide wurde 1991 ein Gemeindehaus der Kirche Jesu Christi der Heiligen der letzten Tage eingeweiht. Der 20 Meter hohe dreisäulige Turm aus Fichtenholz wurde 2008 erneuert. In Wildenau befindet sich die 1930 geweihte römisch-katholische Pfarrkirche Heilige Familie, ein unverputzter Bruchsteinbau mit kleinem Glockengeschoss.

#### Öffentliche Profanbauten

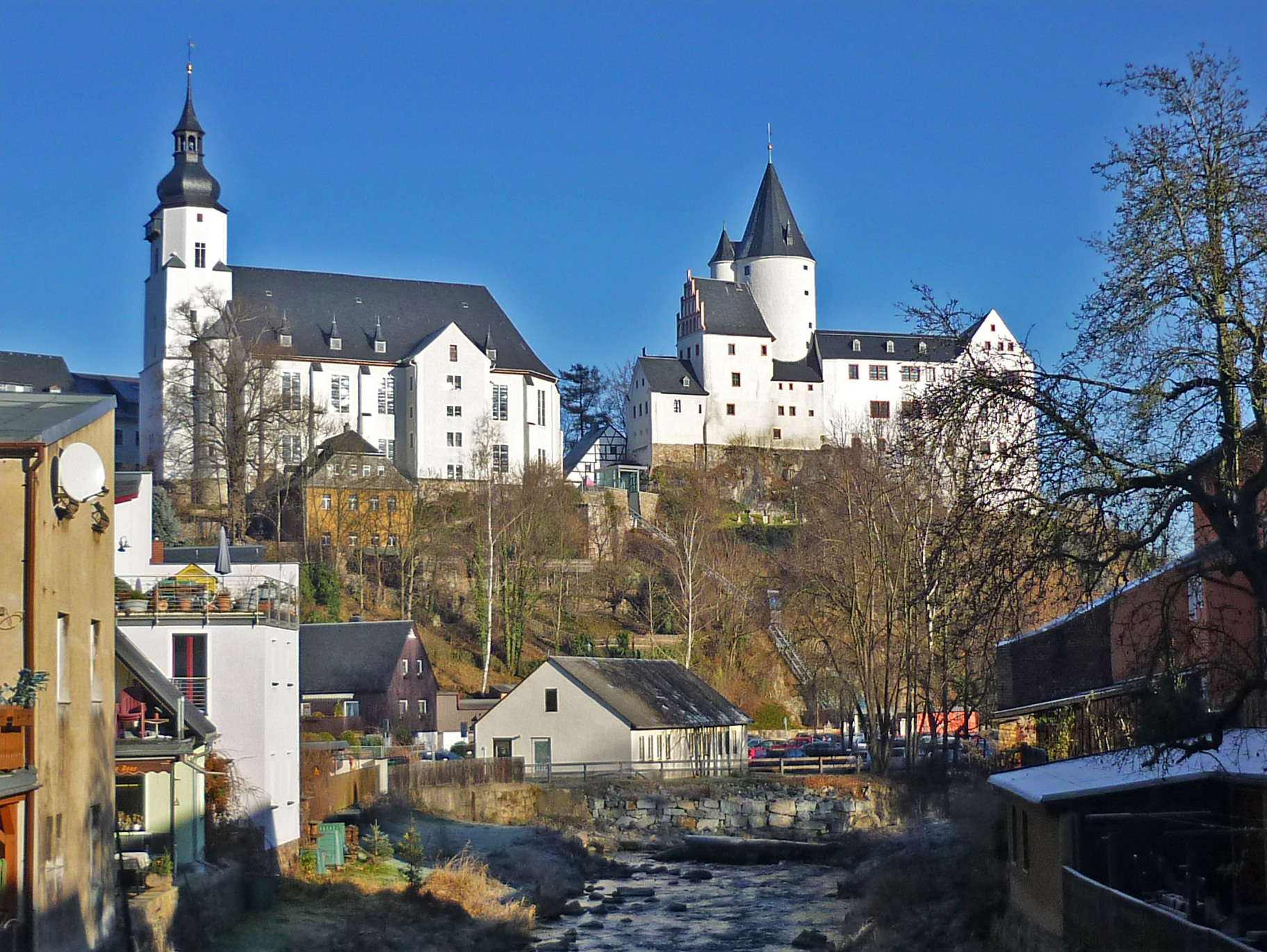
Schloss Schwarzenberg

Das Schloss wurde vermutlich im 12. Jahrhundert als Befestigungsanlage gebaut und war bis 1533 Sitz der Herrschaft Schwarzenberg. Als Sitz des gleichnamigen kursächsischen Amtes ließ August von Sachsen die Anlage 1555–1558 zu einem Jagdschloss umbauen. Nach der Erhöhung des Turmes Mitte des 19. Jahrhunderts wurde 1876 im neu gebauten Nordflügel ein königlich-sächsisches Amtsgericht mit einem Gefängnis im Turm eingerichtet. 1945 und 1946 diente es der sowjetischen Militäradministration als NKWD-Gefangenenlager, bevor man in den 1950er Jahren erstmals Räumlichkeiten als Museum benutzte. Heute wird die Mitteletage von Palas und Südflügel zu Ausstellungszwecken verwendet. Im Südflügel befinden sich eine Klöppel- und eine Musikschule. Der Turm kann als Aussichtspunkt über die Stadt bestiegen werden. Im Festsaal und in einer Schlossstube führt das Standesamt Eheschließungen durch.

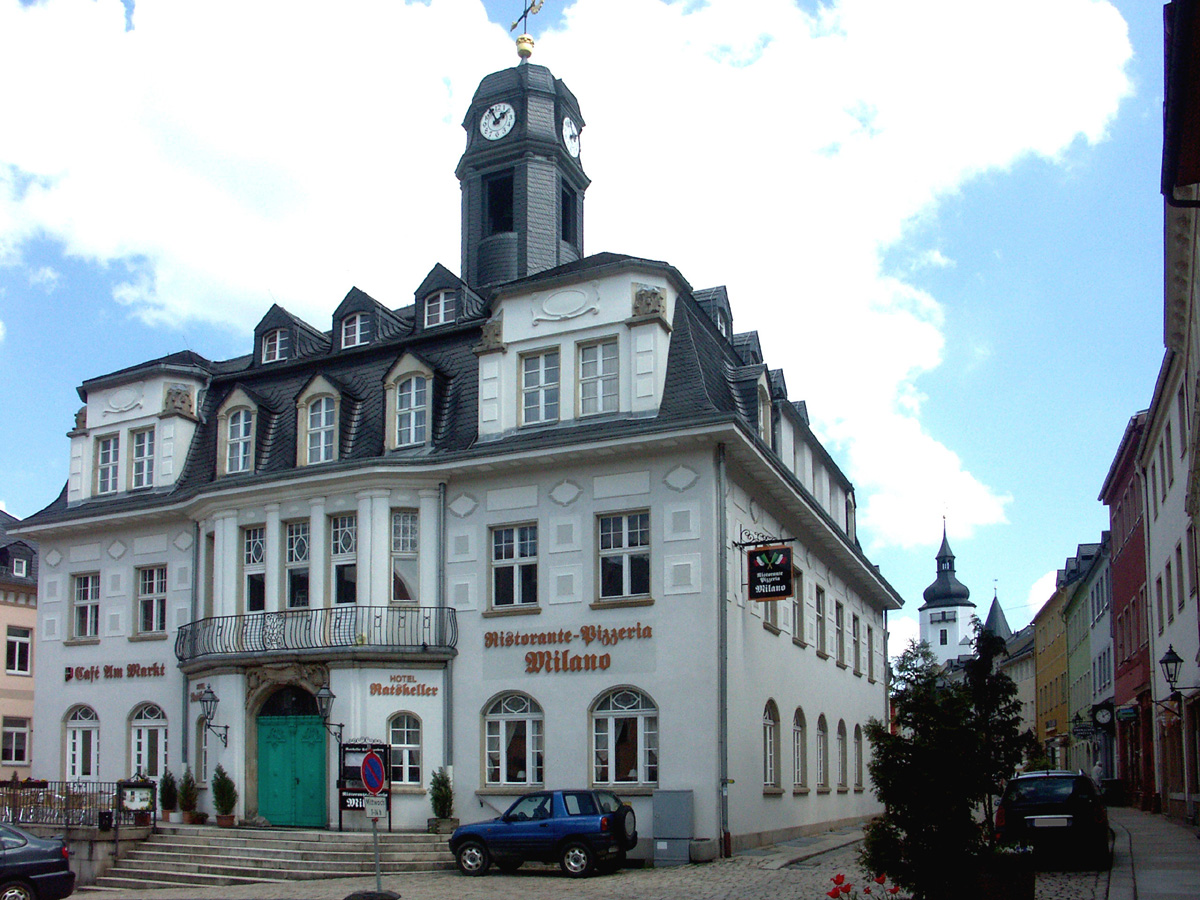
Ratskeller: Ehemaliges Rathaus

Der Ratskeller an der Ostseite des Marktplatzes wurde nach dem Brand des Vorgängerbaus als Rathaus im Jugendstil wiedererrichtet und am 15. April 1906 eingeweiht; es wird heute als Hotel- und Gastronomiegebäude genutzt. Der zweigeschossige Putzbau mit einem hohen Mansard-Walmdach und einem kräftigen Dachreiter prägt das Bild des Marktes. Im Glockengeschoss befinden sich zwei Gussstahlglocken, die 1911 das beim Rathausbrand zerstörtes Bronzegeläut ersetzten. Die Tradition, die kleinere der beiden Glocken, die Ratsglocke, morgens und die größere Bergglocke abends zu läuten, geht bis in das 16. Jahrhundert zurück.

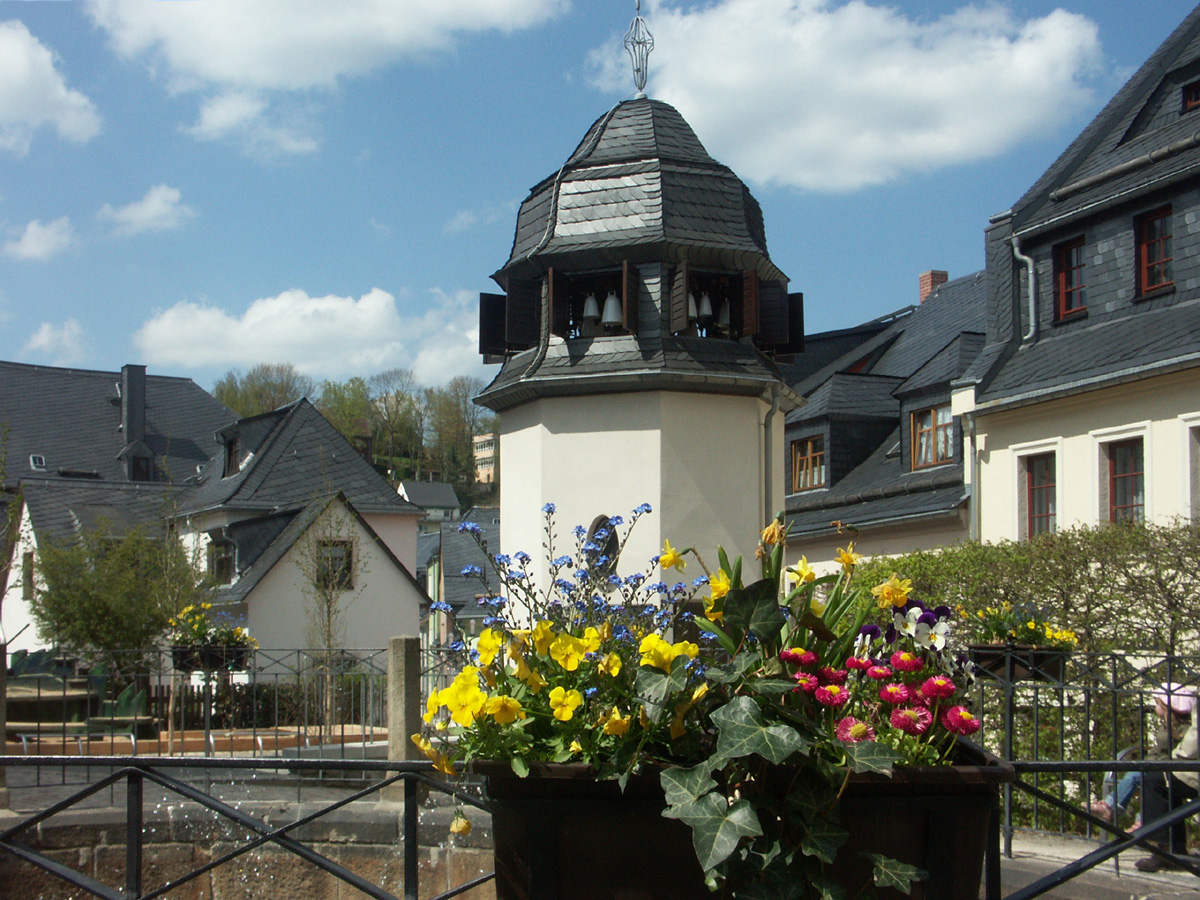
Brunnenanlage und Glockenspiel

Die historische Brunnenanlage mit dem Porzellanglockenspiel aus Meißner Porzellan wurde 1993 und 1994 erneuert. 1964 waren die Porzellanglocken, die teilweise aus dem Besitz von Friedrich Emil Krauß stammten in einem eigens gebauten Glockenturm im Rockelmannpark angebracht worden, mussten aber wegen Sachbeschädigungen und Witterungseinflüssen wieder abgenommen werden, bevor sie in einem umgebauten Trafo-Häuschen neu installiert wurden. Die 37 Glocken mit drei Oktaven erklingen viermal täglich.
Die 1938 eingeweihte Grenzlandfeierstätte auf dem Rockelmann bietet bei kulturellen Großveranstaltungen heute als Waldbühne etwa 15.000 Menschen Platz.
Das Gebäude der Stadtschule in der Erlaer Straße wurde im Stil der Neorenaissance als Bürgerschule 1889 eingeweiht und zur Zeit der Weimarer Republik um zwei Seitenflügel mit Toiletten- und Sanitäranlagen erweitert. Das repräsentative Gebäude mit dreigeschossigem Mittelrisalit und einer Turmuhr mit Schlagwerk wurde Ende der 1990er Jahre saniert.
Das Haus 1 des Bertolt-Brecht-Gymnasiums oberhalb der Stadtschule wurde 1916 eingeweiht. Der markante Jugendstilbau mit angebauter Turnhalle verfügt über ein mächtiges Walmdach mit Dachreiter und wurde in den 1990er Jahren saniert. Im Inneren befindet sich eine Bertolt-Brecht-Skulptur.
Das Rathaus der Stadt wurde im Stil der alten erzgebirgischen Hammerherrenhäuser mit Walmdach, Dachreiter und Uhr gebaut. 1861 als Baumwollspinnerei errichtet, wurde das Gebäude 1930 seiner heutigen Funktion übergeben. Das 1908/1909 als königliches Finanzamt gebaute Gebäude gegenüber dem Gymnasium steht heute unter Denkmalschutz und wird als Wohnhaus verwendet.

#### Private Profanbauten

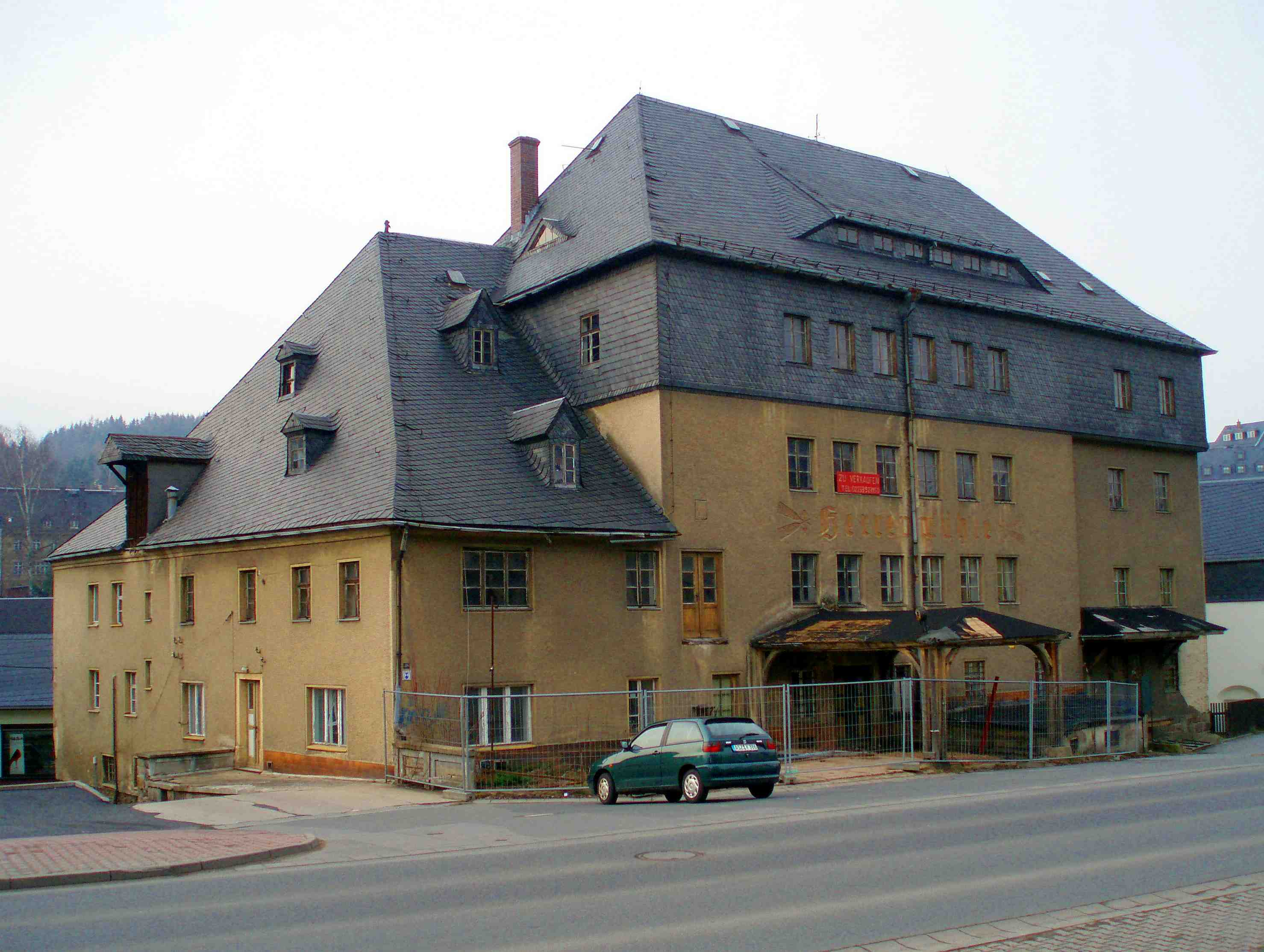
Herrenmühle in der Vorstadt (2020 abgerissen)

Die denkmalgeschützte Herrenmühle in der Vorstadt war das älteste Mühlengebäude der Stadt. Das Mitte des 16. Jahrhunderts errichtete Gebäude wurde in den 1920er Jahren erweitert und 2020 nach jahrelanger Diskussion abgerissen.
Weitere private Profanbauten sind das nach einem Brand Anfang des 20. Jahrhunderts wieder aufgebaute Rittergut Sachsenfeld, die Industrieanlagen des ehemaligen Waschgerätewerkes in Wildenau und auf dem Kutzscherberg und der Herrenhof des früheren Hammerwerkes Erla.
Zu den markanten Wohnbauten der Stadt zählen viele Häuser in der denkmalgeschützten Altstadt und der Vorstadt, das Geburtshaus von Elisabeth Rethberg im ehemaligen Kugelhammer und das um 1910 gebaute Doppelwohnhaus an der Ecke Bahnhofstraße/Egermannbrücke und einige Villen im näheren Umkreis der Altstadt. Das Plattenbau-Wohngebiet Sonnenleithe wird mit der finanziellen Unterstützung des Bund-Länder-Programms Städtebauliche Weiterentwicklung großer Neubaugebiete umgestaltet.

### Museen
Im Museum Schloss Schwarzenberg werden Exponate zur Geschichte des Schlosses, der Stadt und des traditionellen Handwerks der Umgebung gezeigt. Der Turm ist für Besichtigungen geöffnet. Gelegentlich finden zeitlich begrenzte Ausstellungen statt.
Das vom Verein Sächsischer Eisenbahnfreunde betriebene Eisenbahnmuseum Schwarzenberg befindet sich in einem Lokschuppen, der 1902 zur Erweiterung des Schwarzenberger Bahnhofs angelegt wurde. Es zeigt unter anderem mehrere Dampf- und Dieselloks sowie Wagen und Nebenfahrzeuge.

### Gedenkstätten und Denkmale

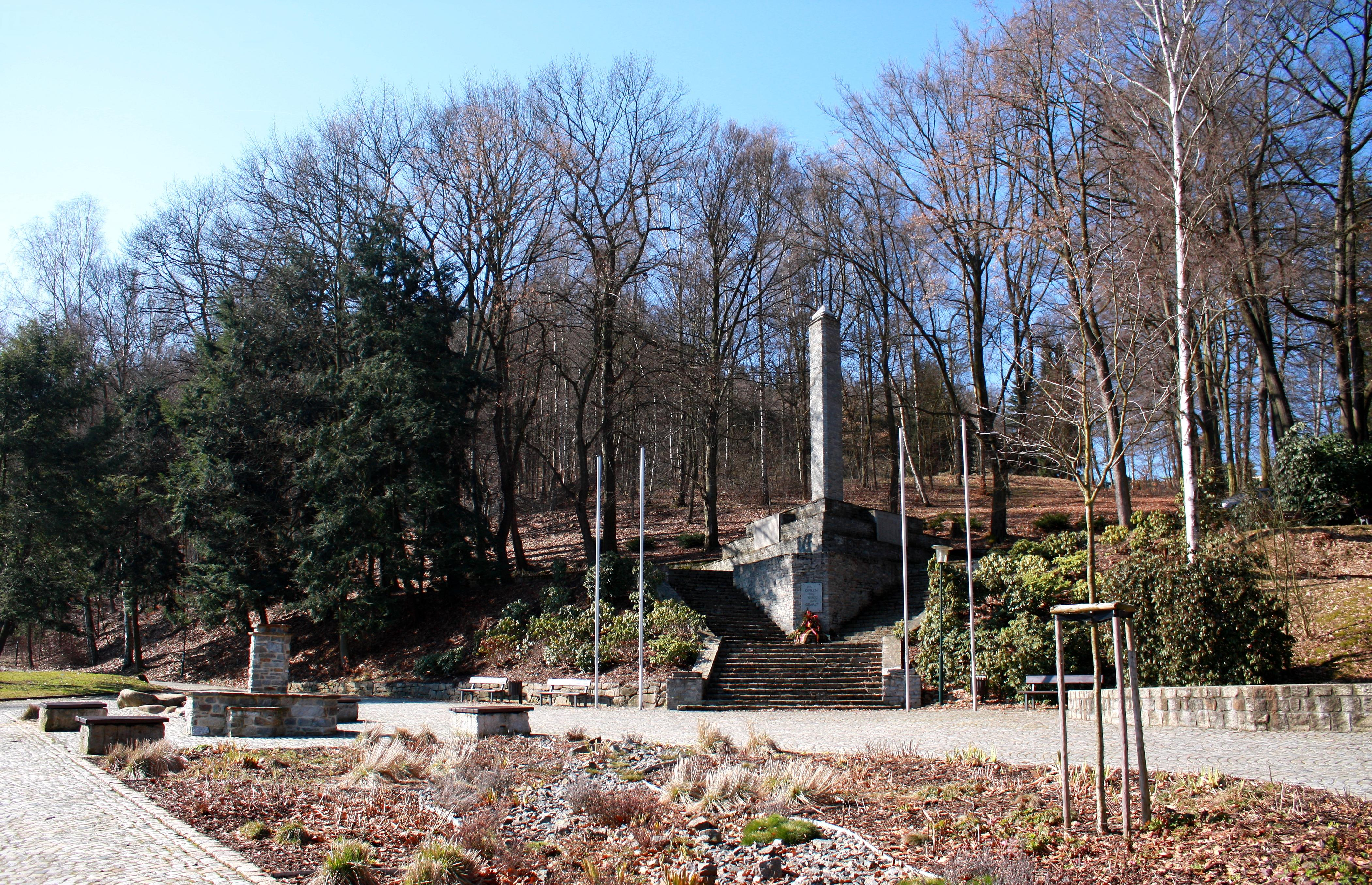
Kriegerdenkmal im Rockelmannpark

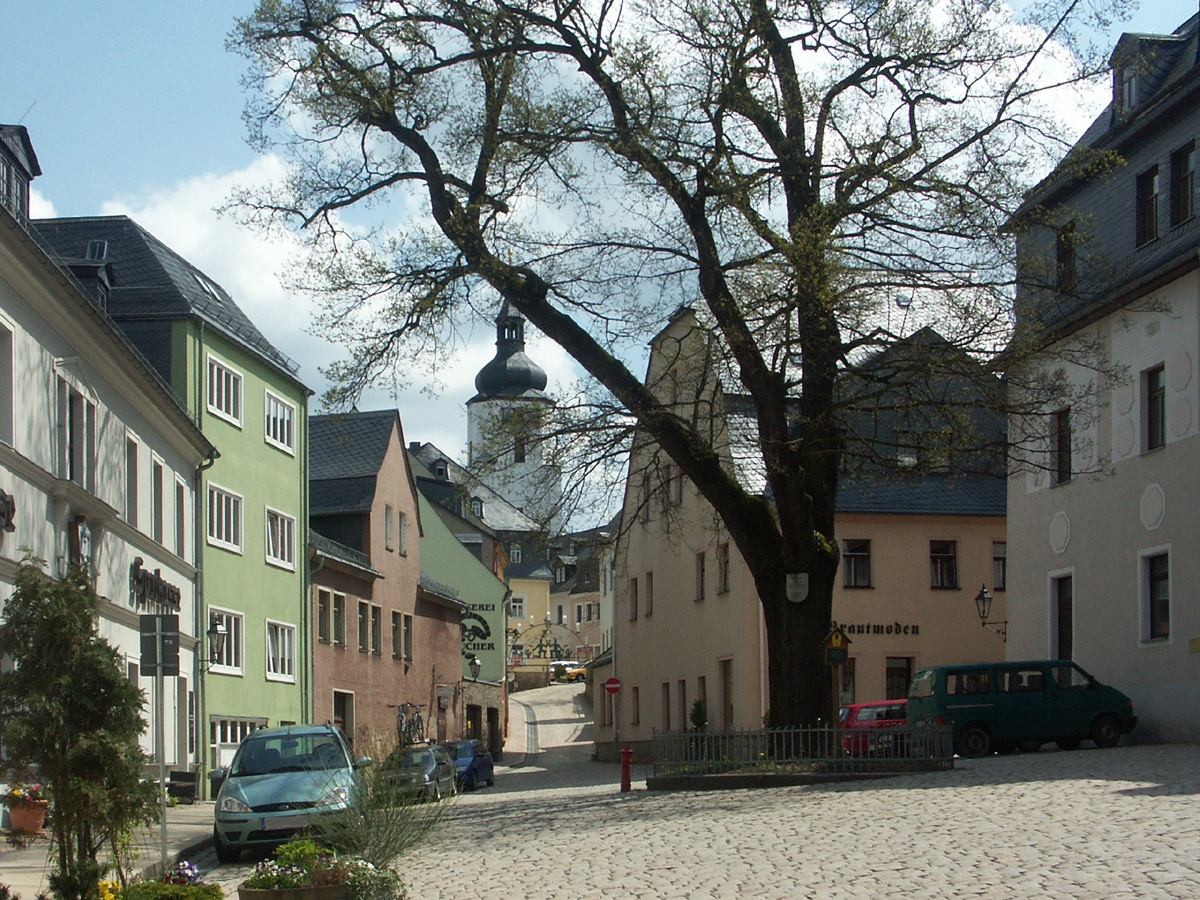
Königseiche am Unteren Markt

Am Rathaus und auf dem Friedhof Sankt Georgen in der Bermsgrüner Straße erinnern Ehrenmale an 14 namentlich bekannte sowjetische Kriegsgefangene, die bei der Tiefbaufirma Metzner Zwangsarbeit verrichten mussten und aufgrund menschenunwürdiger Lebensbedingungen starben.
In der Nähe des ehemaligen Stadtbades in der Bermsgrüner Straße erinnert ein Ehrenmal an den Lehrer und kommunistischen Reichstagsabgeordneten Ernst Schneller, der 1944 im KZ Sachsenhausen getötet wurde. Die Schule, an der er lehrte, trug zu DDR-Zeiten seinen Namen. Eine Gedenktafel an seinem seinerzeitigen Wohnhaus in der Bermsgrüner Straße 12/14 erinnert an ihn.
Eine Gedenktafel am ehemaligen Gewerkschaftshaus erinnert an den kommunistischen Gewerkschaftsfunktionär Max Niedermeyer, der im April 1933 im KZ Osterstein ermordet wurde.
Ein Gedenkstein für Opfer stalinistischer Willkür im Außengelände des Schlosses wurde am 12. April 2003 von Landrat Karl Matko und Werner Dietz, Landesvorsitzender der Vereinigung der Opfer des Stalinismus, eingeweiht. Im Ottenstein-Park befinden sich Gedenksteine für den Schwarzenberger Bürgermeister Friedrich Gustav Weidauer, nach dem auch die Weidauerstraße benannt ist. Am Pfarrgut am Hang des Galgenberges erinnert ein Gedenkstein mit der Aufschrift Den 2. Mai 1824 brannte die Stadt ab an den letzten Schwarzenberger Stadtbrand.
An der Straße nach Jägerhaus befindet sich am Waldrand ein als Weiße Frau bezeichneter, kunstvoll gestalteter Grenzstein von 1794 aus Crottendorfer Marmor. In der Nähe des Bahnhofs befindet sich ein königlich-sächsischer Stationsstein, im Ortsteil Crandorf ist eine kursächsische Ganzmeilensäule erhalten geblieben.

### Parks und Natur
Der Rockelmann-Park ist Teil einer in den 1920er und 1930er Jahren entstandenen Anlage am gleichnamigen Berg, zu der unter anderem die Waldbühne, das Naturtheater und ein Kriegerdenkmal gehören. Er wurde auf einem ehemaligen Wiesengelände zwischen der Altstadt und Bermsgrün mit Teichen und einem Springbrunnen angelegt. Mit einer städtischen Satzung wurde 1999 der Park Ottenstein als geschützter Landschaftsbestandteil ausgewiesen. Seine landschaftliche Bewirtschaftung wurde aufgegeben. Eine weitere kleine Parkanlage befindet sich auf dem Totenstein.
Auf dem Unteren Markt befindet sich eine große Eiche, die 1818 zu Ehren des 50. Regierungsjubiläums des sächsischen Königs Friedrich August gepflanzt wurde. Eine Linde mit stattlicher Kronenbildung unterhalb der St.-Georgen-Kirche ist etwa 220 Jahre alt. Beide Bäume sind als Naturdenkmale seit 1960 geschützt. Am Bockauer Weg im Stadtteil Heide befindet sich das Naturdenkmal Neunstämmige Buche, das nach mehreren Unwettern vier seiner früher neun starken Äste verloren hat.
- Siehe auch: Liste der Naturdenkmale in Schwarzenberg/Erzgeb.

### Sagen

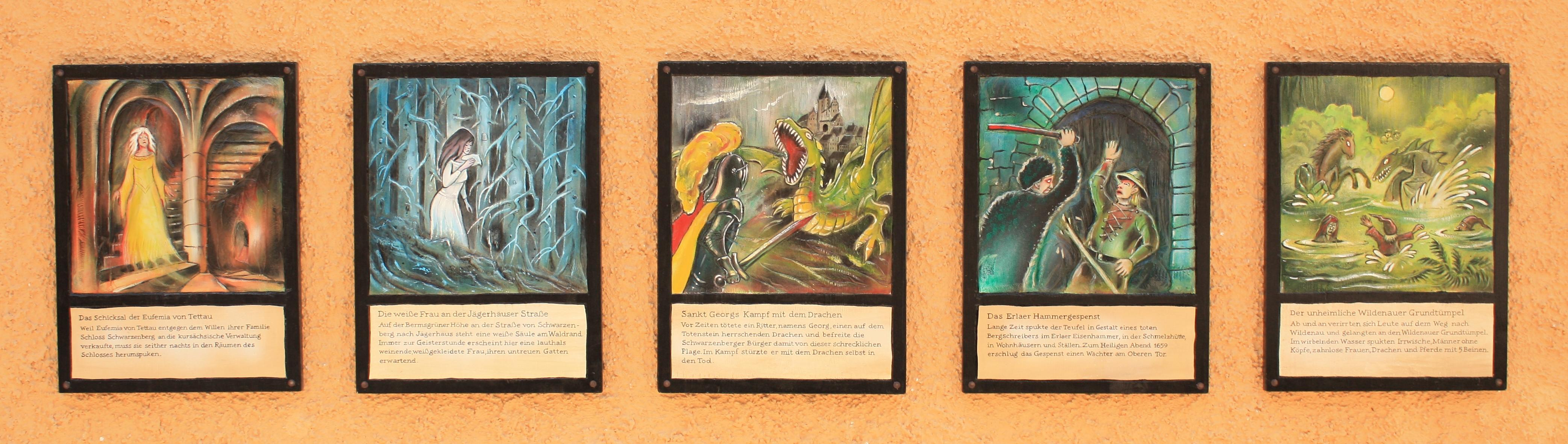
Bildtafeln mit den Sagen der Stadt

Über die Stadt und einige ihrer Ortsteile sind mehrere Sagen überliefert. Neben der Entstehungsgeschichte des Wappens, das seinen Ursprung im Kampf des Heiligen Georg mit einem Drachen hat, zählen dazu die Sage von Euphemia von Tettau, die als Geist im Schloss Schwarzenberg haust, und von der Weißen Frau an der Straße nach Jägerhaus, einer Personifizierung eines in hellem Marmor gehaltenen Grenzsteins. Gemeinsam mit den beiden Sagen vom Hammergespenst in Erla und dem unheimlichen Wildenauer Grundtümpel befinden sich diese Überlieferungen auf als Holzrelief gearbeiteten Bildtafeln mit kurzer Erläuterung an einer Hauswand im Ratskellergäßchen.

### Musik und Theater

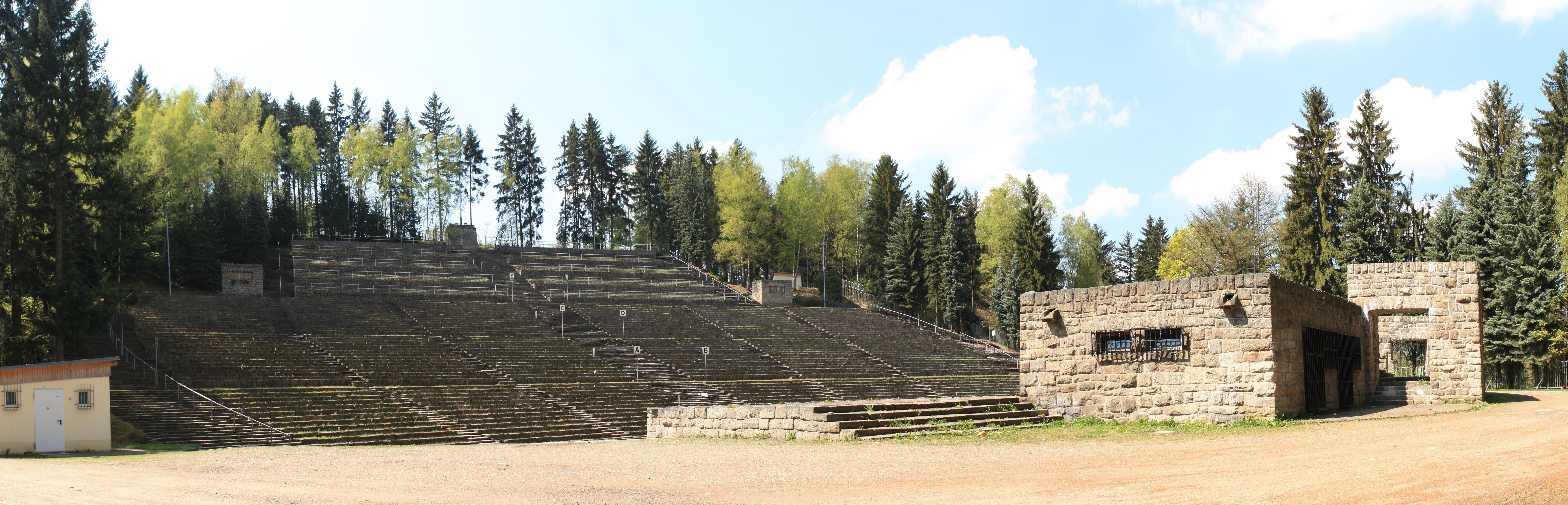
Waldbühne Schwarzenberg

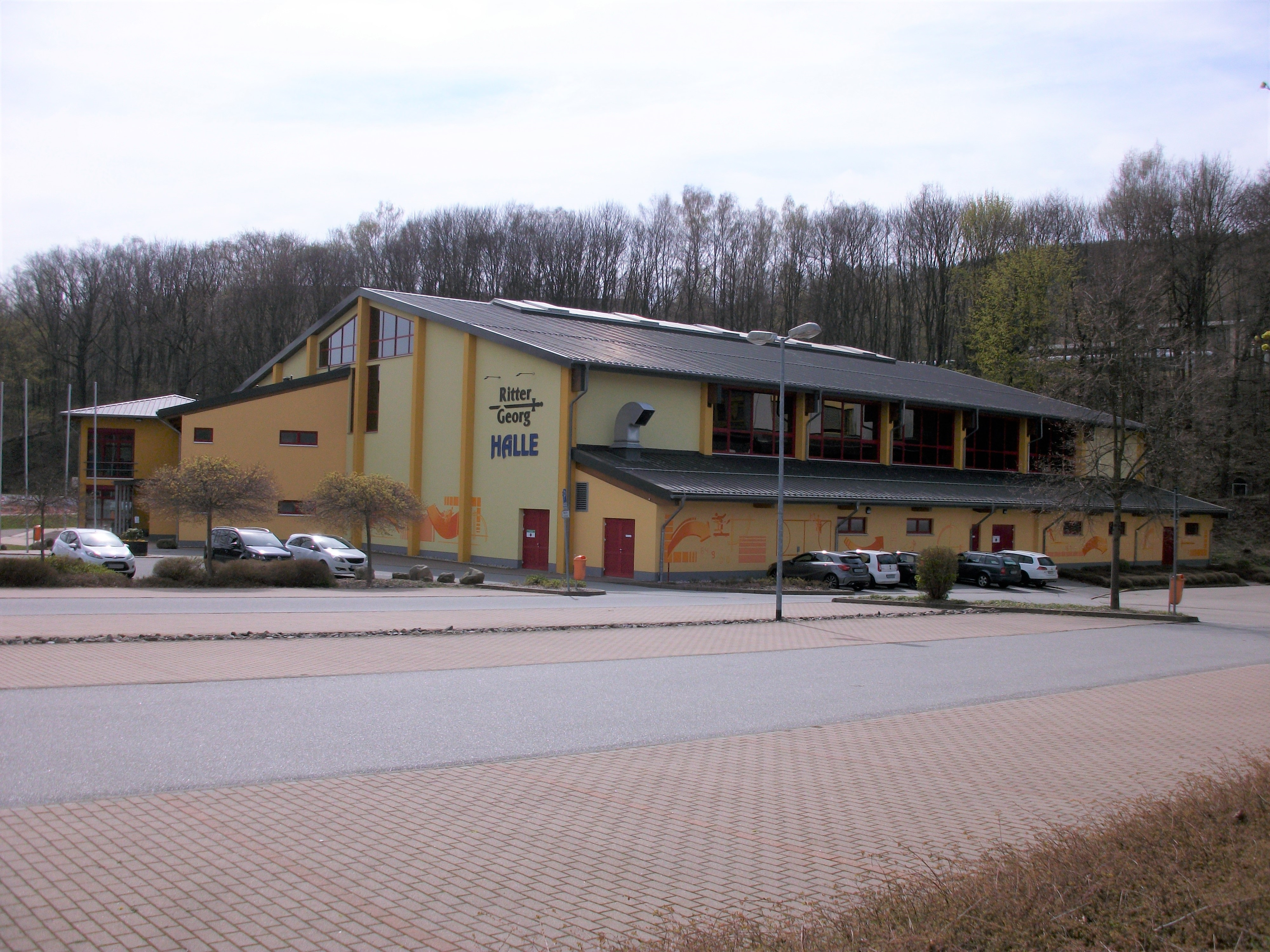
Ritter-Georg-Halle Schwarzenberg

In der Stadt finden ganzjährig Musik- und Theaterveranstaltungen statt. Die Stadt verfügt über mehrere Chöre in den Kirchgemeinden und weitere kirchlich nicht gebundene Chöre. In der Ritter-Georg-Halle werden gelegentlich Konzerte veranstaltet. In der St.-Georgen-Kirche finden kirchenmusikalische Veranstaltungen statt. Weitere kleinere Konzerte sowie Puppentheateraufführungen werden im Gewölbekeller des Schlosses veranstaltet. Das Annaberger Eduard-von-Winterstein-Theater gibt Gastspiele im Naturtheater der Stadt. In unregelmäßigen Abständen finden größere Konzerte auf der Waldbühne statt. Gelegentlich werden Konzerte in den Zinnkammern des Besucherbergwerkes im Ortsteil Pöhla veranstaltet.

### Regelmäßige Veranstaltungen
Der Schwarzenberger Weihnachtsmarkt findet urkundlich seit 1534 statt und zählt zu den wichtigsten touristischen Ereignissen der Stadt. In Altstadt und Vorstadt werden Verkaufsbuden aufgestellt, auf dem Marktplatz wird ein großer Weihnachtsbaum aufgerichtet und die 1933/1934 entstandene Krauß-Pyramide am Standort Vor dem Unteren Tor angeschoben. Den Abschluss bildet eine Bergparade mit Knappschaften und Bergbrüderschaften aus der Region.
Weitere jährlich an einem Wochenende stattfindende Veranstaltungen sind der Ostermarkt und das Altstadt- und Edelweißfest mit der Wahl eines Burgfräuleins sowie ein Mittelaltermarkt und ein Kneipenfest.
Ab 1994 war Schwarzenberg Ausrichter des Festes Alter Musik im Erzgebirge, bei dem in den Kirchen der Stadt und der Umgebung Musik der Barock- und Vorbarockzeit sowie aus der Renaissance aufgeführt wurden. Seit einigen Jahren finden im Rahmen des Musikfests Erzgebirge, dem Nachfolger, auch Konzerte in Schwarzenberg statt, so im September 2014 in der St. Georgenkirche das Abschlusskonzert mit Josef Haydns Jahreszeiten.

### Vereine
Der FSV Blau-Weiß Schwarzenberg 1921 e. V. ging aus einem 1908 gegründeten Arbeiterturnverein hervor und verfügt über Fußballmannschaften aller Altersklassen. Die erste Mannschaft spielt in der Bezirksklasse. Der Verein Sächsischer Eisenbahnfreunde e. V. mit ca. 150 Mitgliedern wurde 1990 in Dresden gegründet und beschäftigt sich u. a. mit dem Betrieb des Schwarzenberger Lokschuppens als Museum. Der 1987 gegründete Modelleisenbahn-Club Schwarzenberg e. V. zählt etwa 25 Mitglieder und stellt in der Adventszeit seine Exponate im Eisenbahntunnel unter dem Schloss aus. Zu den ältesten Vereinen der Stadt zählt der 1878 gegründete Erzgebirgszweigverein. Außerdem existieren Fördervereine für Stadtschule und Gymnasium, weitere kulturelle und soziale Vereine, darunter mehrere Garten- und Sportvereine.

### Sport
Das sportliche Zentrum der Stadt befindet sich an der B 101 in Richtung Neuwelt. Die im Jahr 2000 eingeweihte Ritter-Georg-Halle ist in drei Felder teilbar, bietet bis zu 500 Besuchern Platz und wird für Schul- und Vereinssport genutzt. Die Halle und die beiden angrenzenden Sportplätze werden unter anderem vom FSV Blau-Weiß Schwarzenberg und der WSG Schwarzenberg Wildenau genutzt. Weitere Sporthallen und -plätze befinden sich bei den Schulen in Sonnenleithe und Heide. Seit 2003 existieren in Sonnenleithe außerdem eine Skateranlage, auf der zweimal jährlich Skateboard-Wettkämpfe ausgetragen werden, und eine BMX-Strecke. Der Betrieb des in den 1930er Jahren gebauten Schwarzenberger Stadtbades wurde 2003 aus finanziellen Gründen eingestellt. 2005 wurde das Bad trotz einer Petition von über 700 Schwarzenbergern abgerissen.

## Wirtschaft und Infrastruktur

### Ansässige Unternehmen
Die lange Schwarzenberger Metallverarbeitungsproduktion wurde durch die reichen Erzvorkommen der Stadt und ihre verkehrsgünstige Lage an alten Handelsstraßen begründet. Im Stadtteil Erla wurde bereits 1380 ein erstes Hammerwerk erwähnt. Nach dem Erliegen des Erzbergbaues im 19. Jahrhundert entwickelte sich in der Stadt die industrielle Produktion und Verarbeitung von Blecherzeugnissen.
Im VEB Waschgerätewerk wurden zuletzt von etwa 3000 Arbeitern mehr als 500.000 Waschmaschinen im Jahr produziert. Nach der Entlassung einer Vielzahl an Mitarbeitern unmittelbar nach 1990 wird in den Werkshallen heute für die Cawi Stanztechnik GmbH produziert. Ein weiterer großer Arbeitgeber ist das Werkzeugbauunternehmen Porsche Werkzeugbau GmbH (bis 2015 KUKA Systems GmbH) im Stadtteil Neustadt, der ebenfalls aus einem um die Wende zum 20. Jahrhundert gegründeten Betrieb hervorgegangen ist. Mitte der 1990er Jahre wurde im Stadtteil Neuwelt ein Gewerbegebiet erschlossen, auf dem heute mehr als 20 mittelständische Unternehmen ansässig sind. Auf dem Gelände des ehemaligen Schwarzenberger Güterbahnhofs wurde ein weiteres Gewerbegebiet erschlossen. In Schwarzenberg, im Ortsteil Bermsgrün, befindet sich mit rund 1.300 Artikeln auf 9 Quadratmetern der kleinste Supermarkt Deutschlands.

### Tourismus

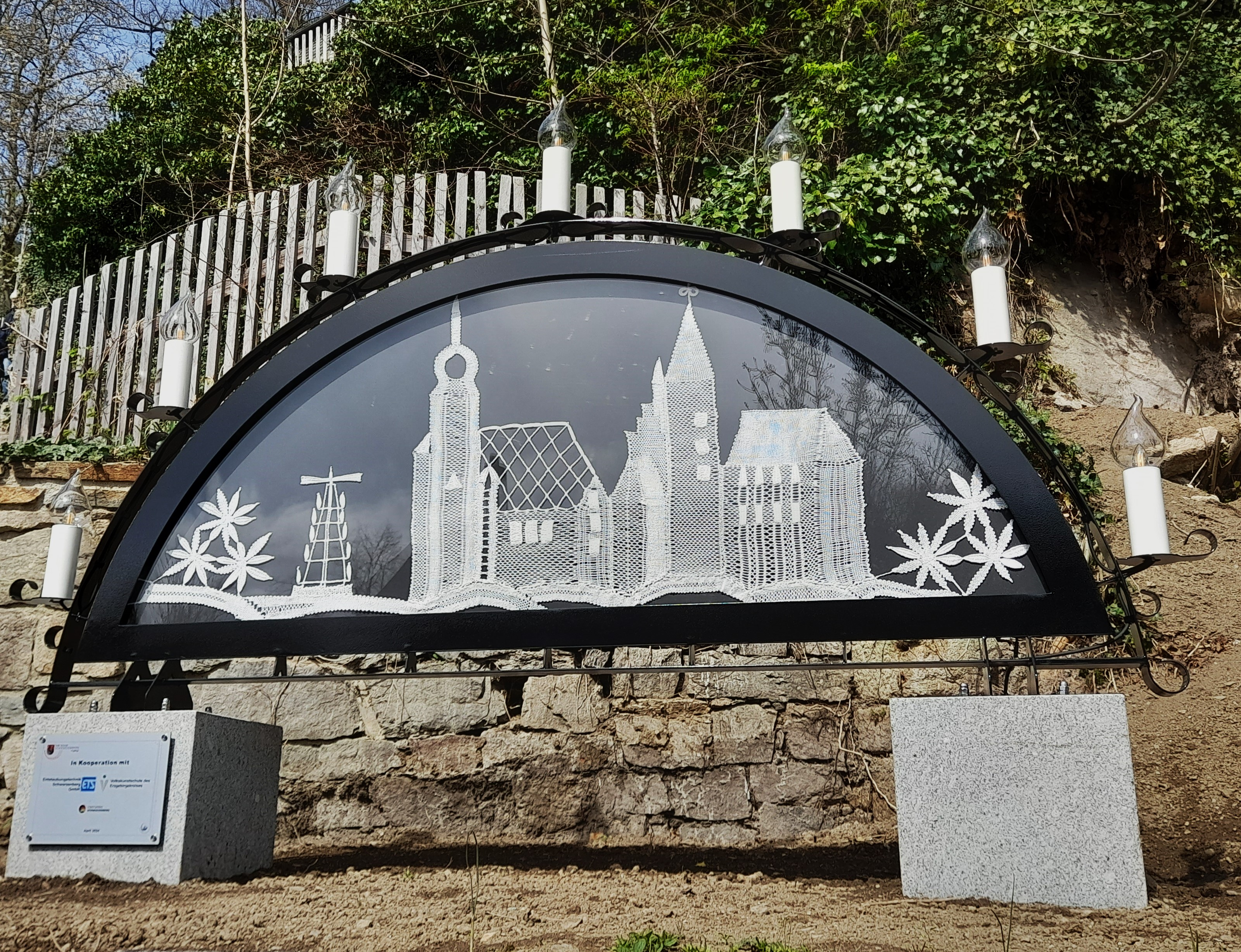
Außenschwibbogen mit Klöppelmotiv in Schwarzenberg/Erzgeb.

Der tertiäre Sektor der Stadt wird vor allem vom Tourismus bestimmt. Schwarzenberg bezeichnet sich selbst als Perle des Erzgebirges und wirbt mit seinen landschaftlichen und kulturellen Angeboten. Durch die Stadt führen die Silberstraße und der Bergwanderweg Eisenach–Budapest. Die Stadt verfügt über mehrere Hotels, Pensionen, Ferienhäuser, Ferienwohnungen und Gaststätten. Hauptanziehungspunkt für Touristen ist die historische Altstadt, in der an zwei Adventswochenenden der Schwarzenberger Weihnachtsmarkt stattfindet. Es wird außerdem versucht, die „Republik Schwarzenberg“ während der unbesetzten Zeit nach dem Zweiten Weltkrieg touristisch zu vermarkten. Neben einem Rundgang Unbesetzte Zeit bietet die Stadt weitere Spazier- und Wanderrouten. Die Bergbaulehrpfade Baumannsgraben und Fröbesteig führen zu Hinterlassenschaften des Schwarzenberger Bergbaus. Der Industrielehrpfad art-technica führt von der Altstadt nach Erla und informiert über aktuelle und frühere Industriestätten der Stadt. Der 2008 angelegte Lehrpfad Alte Eisenbahn informiert über den Einfluss des Schienenverkehrs auf die Stadt.

### Verkehr

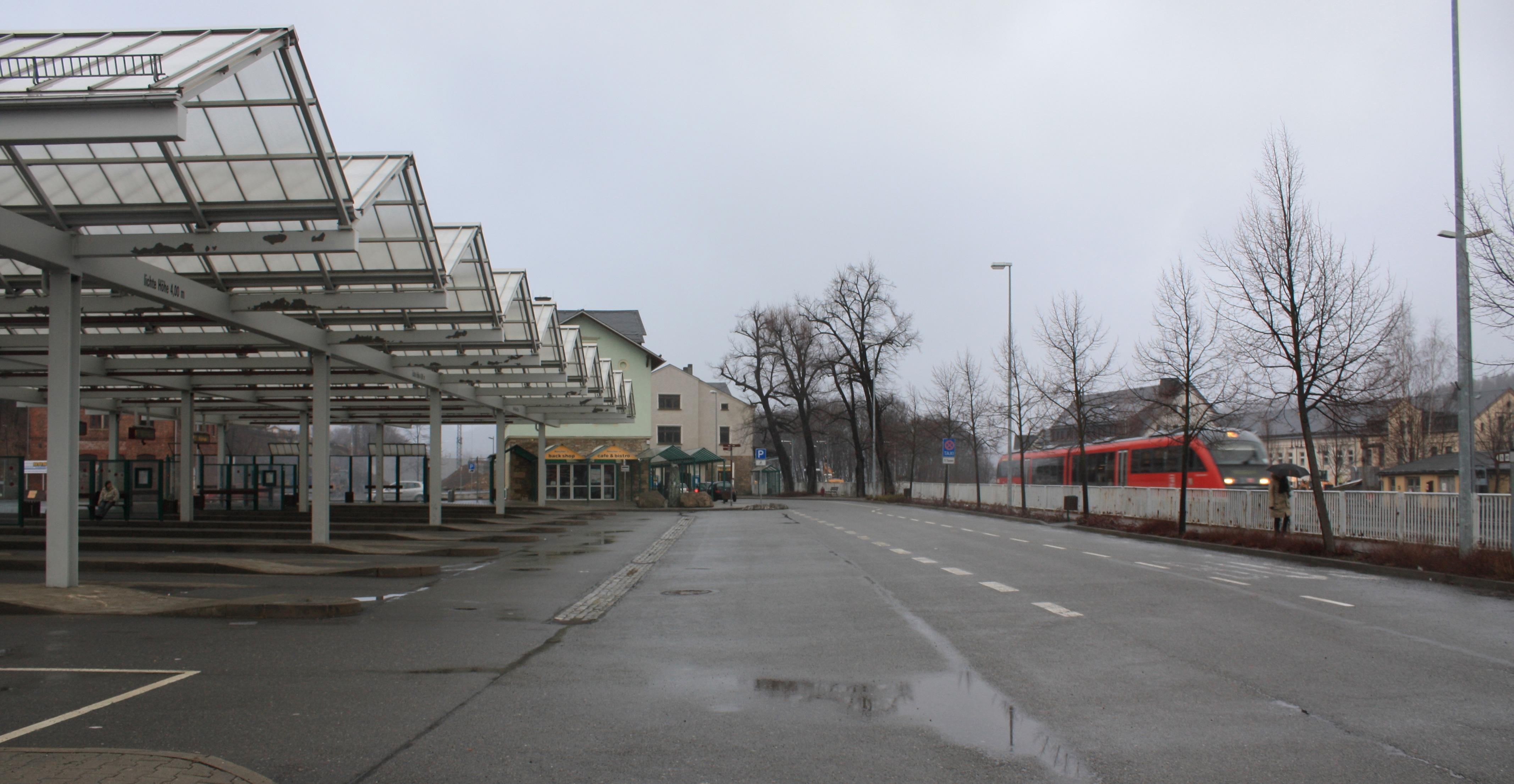
Busbahnhof, im Hintergrund Bahnhofsgebäude, rechts ausfahrender Triebzug der Erzgebirgsbahn

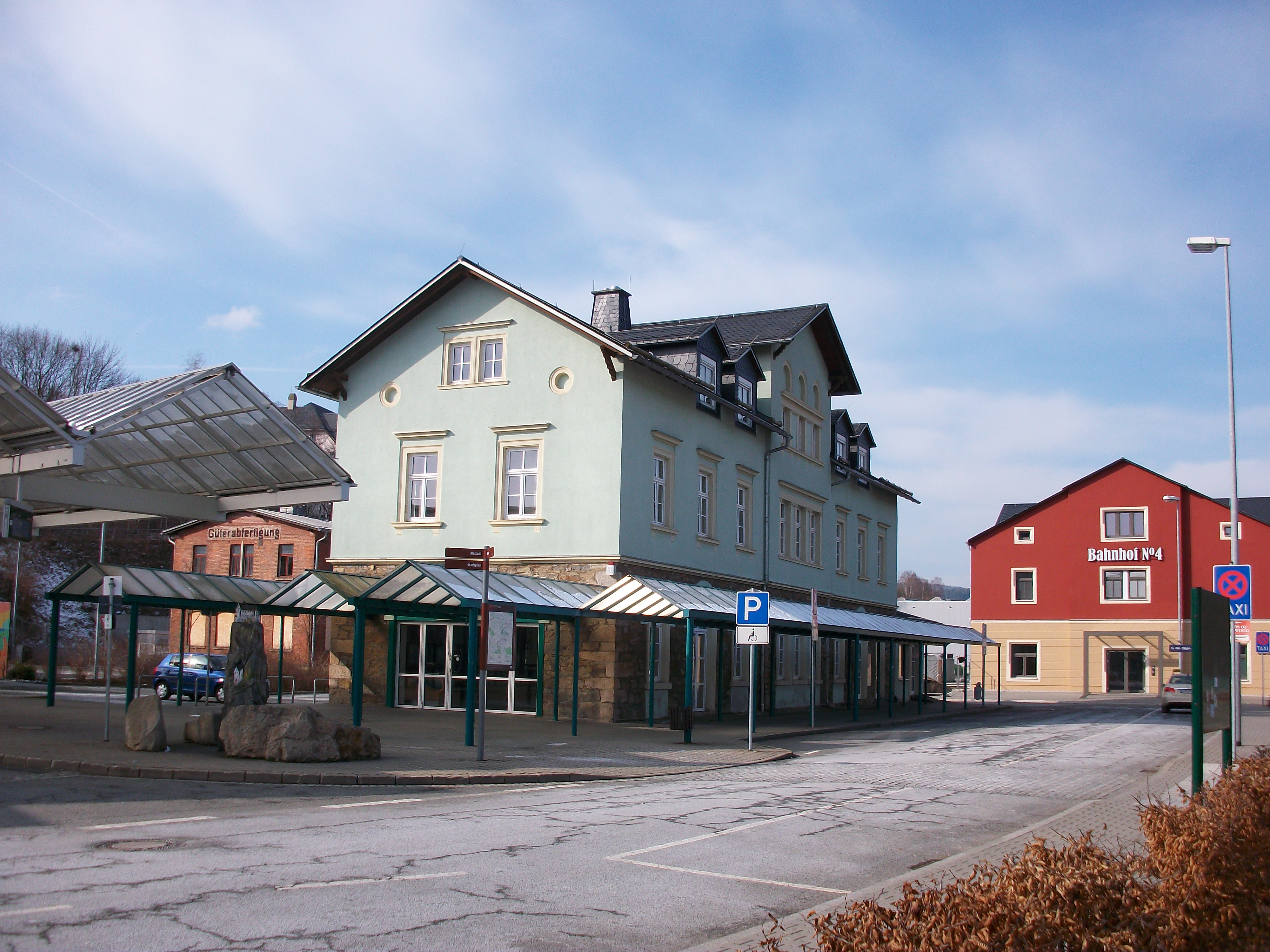
Bahnhof Schwarzenberg/Erzgebirge mit Busbahnhof (2016)

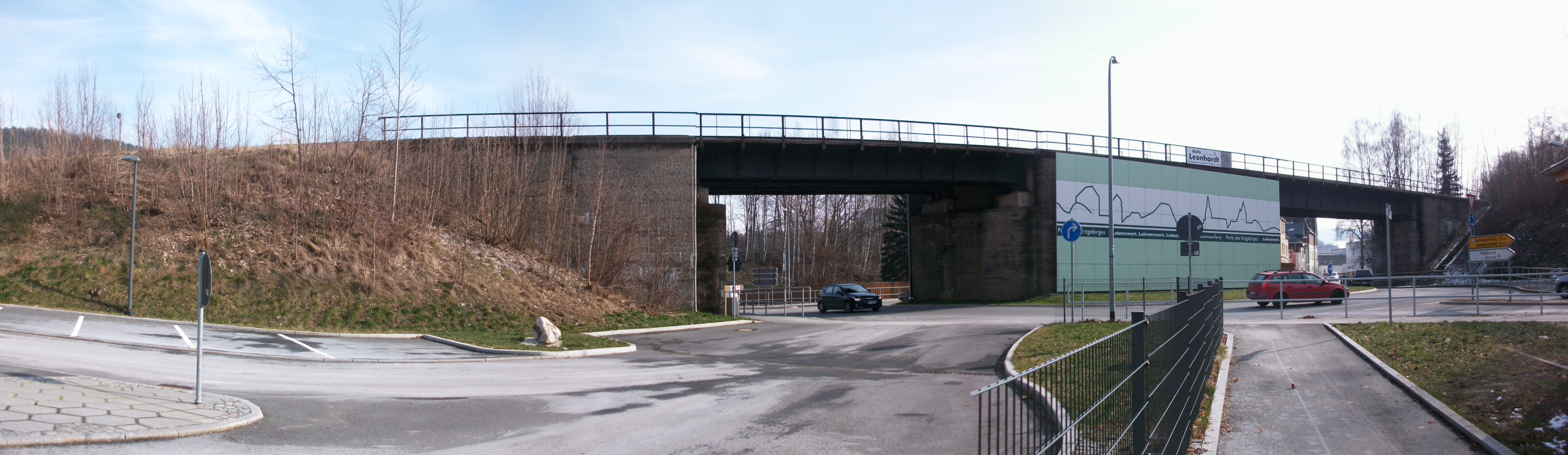
Viadukt Schwarzenberg

Durch Schwarzenberg führt die Bundesstraße 101, in die im Stadtgebiet mehrere Staatsstraßen münden. Die S 270 zweigt in der Neustadt nach Beierfeld ab. Die S 272 führt ab dem Eisenbahnviadukt östlich des Bahnhofs nach Johanngeorgenstadt. In der Nähe der Vorstadt zweigt von dieser die S 274 nach Eibenstock ab. Ab Wildenau führt die S 269 von der B 101 nach Elterlein. Durch den Ortsteil Pöhla verläuft die S 271 von Raschau nach Oberwiesenthal. Die Autobahnen 4 und 72 liegen in 25 bis 30 Kilometern Entfernung und können über Autobahnzubringer ab Aue erreicht werden. Die nächstgelegenen größeren Flughäfen sind die in Dresden und Leipzig/Halle (jeweils etwa 120 Kilometer).
Die Stadt ist über den Bahnhof Schwarzenberg (Erzgeb) an die Strecken Zwickau–Schwarzenberg, Johanngeorgenstadt–Schwarzenberg und Annaberg-Buchholz–Schwarzenberg des Regionalbahn-Netzes der Erzgebirgsbahn angeschlossen. Allerdings findet auf der Strecke Annaberg-Buchholz–Schwarzenberg momentan kein Personenverkehr statt. Über den unmittelbar an den Bahnhof angrenzenden Busbahnhof werden im Rahmen des Regionalverkehrs Erzgebirge der Stadt- und der regionale Verkehr mit Bussen bedient. Es existieren u. a. Verbindungen nach Chemnitz, Aue, Oberwiesenthal und Johanngeorgenstadt sowie zwei Stadtbuslinien.

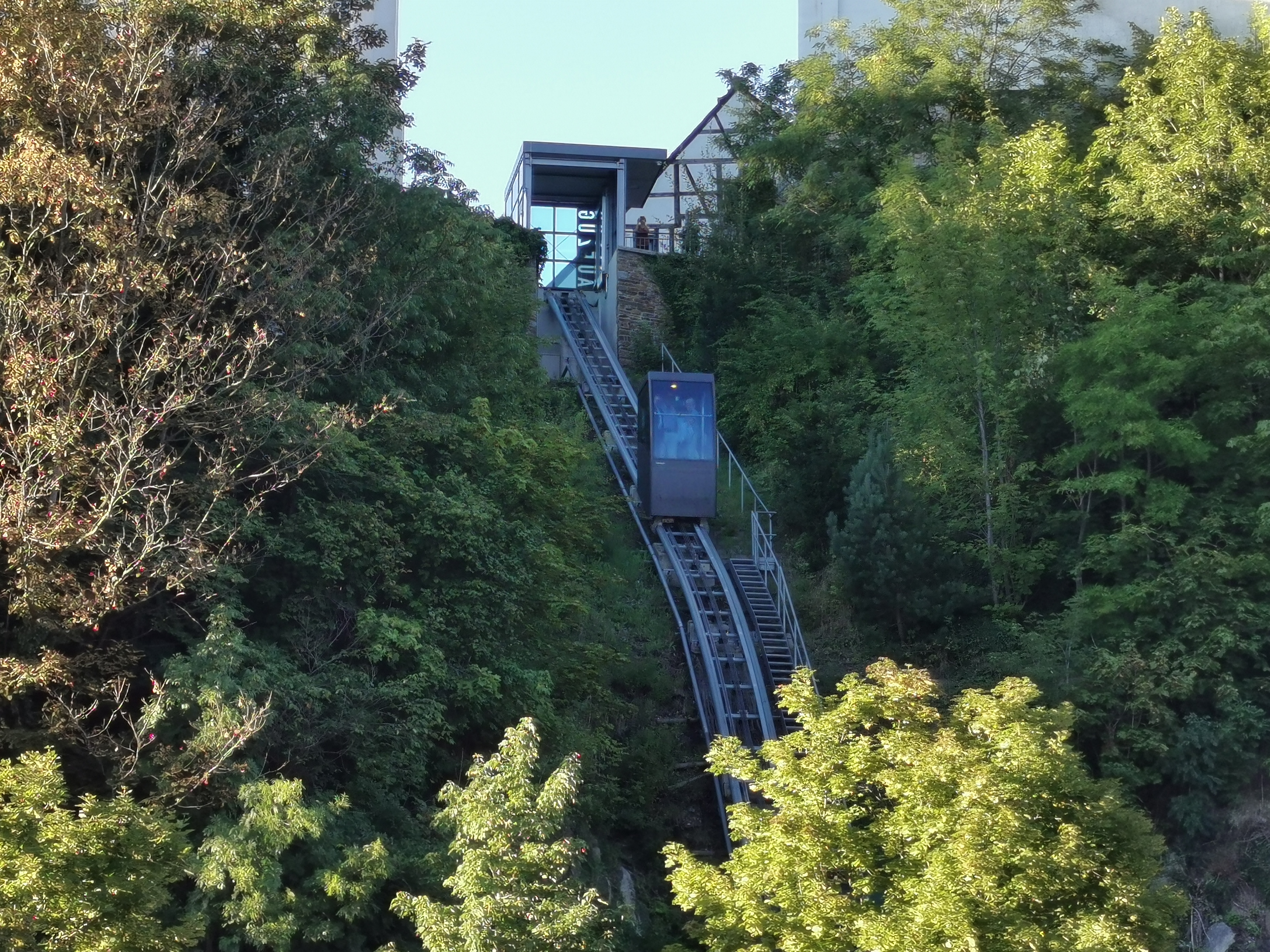
Der Schrägaufzug vom Hammerparkplatz zur Altstadt

Am Fuß der Altstadt liegen Parkplätze, von denen aus ein Schrägaufzug direkt in die Altstadt führt. Seine Bergstation liegt neben der St.-Georgen-Kirche. Direkt neben dem Aufzug führt auch der historische Kirchsteig, ein beleuchteter Treppenaufstieg, in die Altstadt.

### Medien
Am Rand der Altstadt befindet sich eine Lokalredaktion der Freien Presse. Regionalprogramm des Öffentlich-rechtlichen Rundfunks ist der Mitteldeutsche Rundfunk (MDR). Über das örtliche Kabelnetz kann außerdem der Lokalfernsehsender KabelJournal empfangen werden, der aus dem Nachbarort Grünhain-Beierfeld sendet und schwerpunktmäßig aus den Altlandkreisen Aue-Schwarzenberg und Annaberg berichtet.
Die Umstände der 42 Tage, in denen Schwarzenberg nach Kriegsende 1945 weder von amerikanischen noch von sowjetischen Truppen besetzt wurde, wurden von mehreren Autoren aufgegriffen. Stefan Heym lehnte seinen 1984 erschienenen Roman Schwarzenberg an die Geschehnisse in der Stadt an. 1988 wurde eine Filmadaption für das bundesdeutsche Fernsehen produziert. Lenore Lobeck versucht in ihrem 2004 erschienenen Sachbuch Die Schwarzenberg-Utopie. Geschichte und Legende im 'Niemandsland'  die Geschehnisse durch wissenschaftliche Quellen zu belegen. Im selben Jahr nahm Volker Braun das Thema in Das unbesetzte Gebiet auf. 2012 erschien die Veröffentlichung des in Australien lehrenden Historikers Gareth Pritchard Niemandsland, in dem er anhand von historischen Quellen insbesondere das unbesetzte Gebiet der früheren Amtshauptmannschaft Schwarzenberg beschreibt.

### Öffentliche Einrichtungen
Das Schwarzenberger Rathaus im Stadtteil Neustadt ist Sitz der Oberbürgermeisterin und beherbergt Hauptamt, Bauamt, Ordnungsamt und Finanzverwaltung. Im selben Stadtteil befinden sich ein Polizeirevier der Polizeidirektion Südwestsachsen, das für die Städte Schwarzenberg, Grünhain-Beierfeld und Johanngeorgenstadt (mit nicht ständig besetztem Polizeiposten) und die Gemeinden Breitenbrunn und Raschau-Markersbach zuständig ist, und eine Arbeitsagentur mit demselben Zuständigkeitsbereich. Das staatliche Vermessungsamt in unmittelbarer Nachbarschaft des Polizeireviers ist für den gesamten Erzgebirgskreis zuständig. Der Zuständigkeitsbereich des Finanzamts östlich der Altstadt erstreckt sich auf den Altlandkreis Aue-Schwarzenberg. Die Stadtfeuerwehr Schwarzenberg gliedert sich in die Freiwilligen Feuerwehren Bermsgrün, Erla-Crandorf, Grünstädtel, Hauptwache, Heide, Neuwelt, Pöhla und Sachsenfeld.
Die öffentliche Trinkwasserversorgung und Abwasserentsorgung wird durch die Wasserwerke Westerzgebirge gewährleistet. Die Stadt Schwarzenberg ist zugleich der Firmensitz und Standort der Zentralen Verwaltung.

### Bildung

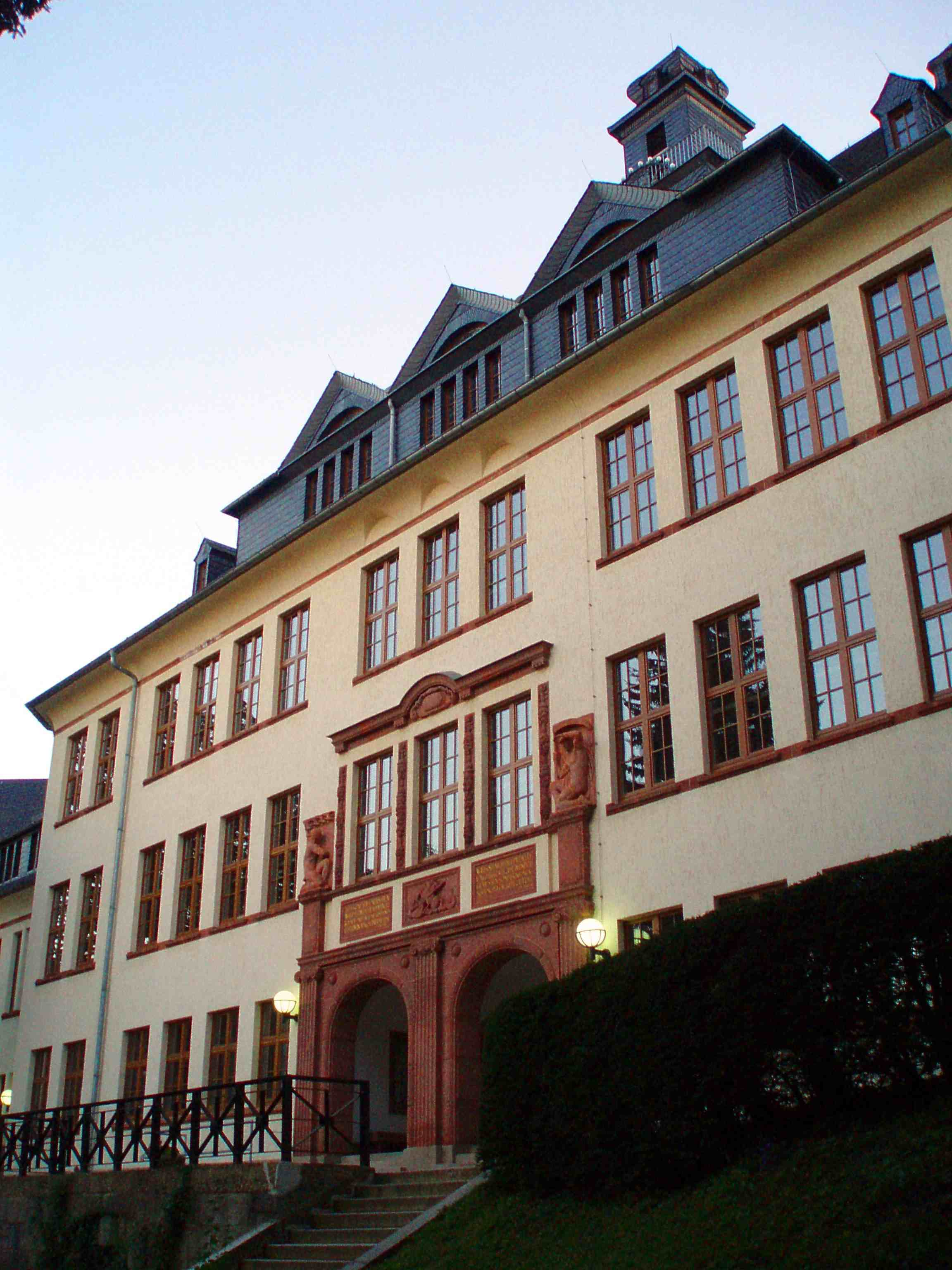
Haus 1 des Bertolt-Brecht-Gymnasiums

Schwarzenberg verfügt über fünf Grundschulen in Neuwelt, Heide, Pöhla, Sonnenleithe und Crandorf. Die Stadtschule wurde 1889 als Erste Bürgerschule eingeweiht, war in den 1920er und 1930er Jahren Bürger- und Selektenschule, wurde in der DDR unter dem Namen Ernst Schneller als Polytechnische Oberschule und seit 1992 als Mittel- bzw. Oberschule betrieben. Das Bertolt-Brecht-Gymnasium wurde 1916 als Realschule mit angeschlossenem Progymnasium eingeweiht. Zwischenzeitlich als Flüchtlingsunterkunft und Krankenhaus verwendet, wurde die Schule in der DDR als Erweiterte Oberschule Bertolt Brecht und danach als Gymnasium betrieben. Im Stadtteil Hofgarten befindet sich das seit 2004 rekonstruierte Berufliche Schulzentrum für Wirtschaft und Sozialwesen. Das Gebäude wurde 1956 als Berufsschule Ernst Scheffler eingeweiht und bis 1990 als Betriebsberufsschule des Schwarzenberger Waschgerätewerkes betrieben. Seit der Übernahme durch den Landkreis ist in dem Gebäude die heutige Schulform untergebracht. Es existieren außerdem eine Schule zur Lernförderung, die in einem rekonstruierten Schulkomplex im Stadtteil Sonnenleite untergebracht ist, eine Förderschule für geistig Behinderte in Wildenau und eine Geschäftsstelle der Volkshochschule des Erzgebirgskreises im Beruflichen Schulzentrum.